# フルメタル・パニック!の登場人物
フルメタル・パニック!の登場人物（フルメタル・パニックのとうじょうじんぶつ）は、著者：賀東招二、イラスト：四季童子のライトノベル及びそれを原作とする漫画、アニメ『フルメタル・パニック!』に登場する架空の人物の一覧である。アニメ・漫画版ではストーリーがライトノベル版と細部で異なっているところもあるが、基本的に本稿はライトノベル版を基本とする。
声の表記は（アニメ版 / ドラマCD版）である。記載されている声優が1名の場合はアニメ版を指す。

## 主要人物
相良宗介
声 - 関智一
本作の主人公。ミスリル作戦部西太平洋戦隊“トゥアハー・デ・ダナン”陸戦ユニットSRT（特別対応班）所属。階級は軍曹。
千鳥かなめ
声 - 雪野五月
本作のヒロイン。当初は普通の女子高校生だったが、「ウィスパード」と呼ばれる特殊能力者であることが確定し、世界中の組織・企業・国家から密かに身柄を狙われる事になる。

## ミスリル作戦部

### 作戦本部
ジェローム・ボーダ
声 - 岸野一彦
ミスリル作戦部の総責任者。階級は明示されていないが、提督と称されることから将官位にあると推定される。
元アメリカ海軍高官で、テッサの父カール・テスタロッサは部下であり友人でもある。テレサ・テスタロッサからは"ジェリーおじさま"と呼ばれている。
『つづくオン・マイ・オウン』におけるアマルガムの一斉攻撃の際、シドニーにある作戦本部ビルの爆撃に巻き込まれ生死不明だったが、後に壊滅したミスリルの再建を進めていたことが『ずっと、スタンド・バイ・ミー』にて明らかになった。
ジャクソン（TV版設定）
声 - 大滝進矢
ミスリル作戦部所属。ボーダ提督の秘書官。階級は大尉。

### 作戦部西太平洋戦隊“トゥアハー・デ・ダナン”

#### 戦隊上級指揮官
テレサ・テスタロッサ
声 - ゆかな / 南央美
長い銀髪（作中ではアッシュブロンドと表記）と灰色の瞳を持つ、スイス・オーストリア系およびイタリア系の血を引くアメリカ人。愛称は"テッサ"。物語開始時の年齢は16歳。
ミスリル作戦部西太平洋戦隊総司令官・TDD-1「トゥアハー・デ・ダナン」艦長。階級は大佐。コールサインは"アンスズ"。同じウィスパードであるかなめとは友人関係であり、テッサ視点で物語が進む本編中盤以降の実質的な準主人公。
幼少期にウィスパードとして兄のレナードと組み立てたECSの基礎理論を応用した核ミサイルがクウェートで使用されたことで、数千万の死傷者に対する贖罪のためミスリルへ入隊する。
かなめと同年齢でありながら直観力や洞察力、思考分析能力に優れ、一人でベテラン戦術作戦士官チームを代行する部隊指揮能力を持つが、経験がやや足りず、副官らの助言が重要な要素となる。
年頃の少女としては柔和な性格で、思い悩むところもあり、西太平洋戦隊総司令官及びTDD-1艦長に着任直後は「ただの小娘」扱いされていたが、『つづくオン・マイ・オウン』でメリダ基地のSRT要員の一部が寝返ろうとしたときに「味方でも裏切るなら殺せる」覚悟を決めて『死ぬな』という命令を発し、ミスリル残党の総指揮官として歴戦の戦士を纏め上げて最終決戦まで戦い抜いた。
何でもこなせる双子の兄レナードとは違い極度の運動音痴（ただし水泳、とりわけ潜水泳法は得意）であり、しばしば壁にぶつかったり、なにも無いところでつまづいて転んだりする。しかし、寝ぼけている時には、宗介達プロにすら気配を察知されない。短編では『女神の来日』でトゥアハー・デ・ダナンの整備の間に休暇を使って、宗介らが通う陣代高校に短期留学をした。最終決戦後は苛烈な戦闘の日々からストレスで激痩せしたが、決戦後はその反動で食べ歩きや無駄な買い物をすることが増えており、体重が戻ると同時にバスト周りが成長しつつある。また、ボーダから「トゥアハー・デ・ダナン2号艦が作られたら艦長をしないか」と打診されたが「まっぴらごめんです」と拒否し、ニューヨークのマオのアパートで、かつての部下やバニ・モラウタの墓参する日々を送っている。バニ・モラウタの自殺後、好意を抱いた宗介には最上位の上官で畏怖と忠誠の対象としか見られておらず、ほとんど交流もないまま振られたようだ。
十数年後の『フルメタル・パニック! アナザー』では、頭文字からTTと呼ばれており、最終巻で重傷から回復したメリッサをラナと共に訪問している。
『愛と戦いのロボット 完全保存版』で発表されたアンケート「みんなで選ぶロボットアニメーションベスト100」では、「一番お気に入りのヒロインは？」で第56位にランクインした。
『このライトノベルがすごい!』女性キャラクター部門では2008年版で9位を獲得している。
リチャード・ヘンリー・マデューカス
声 - 西村知道 / 大塚明夫
TDD-1「トゥアハー・デ・ダナン」副長。階級は中佐。
元イギリス海軍トラファルガー級原子力潜水艦"タービュラント"（S87）艦長（フォークランド紛争時はチャーチル級原子力潜水艦"コンカラー"（S48）副長）。
性格は生真面目で、若干杓子定規に過ぎるきらいがあり、子供の頃から整然と秩序立てられた状態を好んでいた。その性格を現すかのようにチェスを嗜む。そのあたりを含めてインドア派と目されており、本人もそれを認めているが、特に運動が苦手というわけではない。
時折、テッサに対して自分の娘を見るような面を見せ、彼女が好意を寄せている宗介を若干疎んじている気がある。テッサと共に陣代高校を訪れた際には宗介に小姑のごとくプレッシャーをかけ、「彼女に何かあったら、君を爆薬と共に魚雷発射管に詰めて射出してやる」とまで脅していた。テッサに対しては上官として「マム（女性の上官に対する敬称）」で呼ぶが、彼女の不安には敏感に反応してさりげなくフォローを入れるなどする気遣いの人で、豊かな人生経験が見え隠れしている。既婚者であったが、湾岸戦争の頃に離婚している。
潜水艦による戦闘指揮能力の高さ、冷徹で的確な采配から公爵（デューク）の異名を持つ。本気を出す際にはいつも被っている帽子を前後逆に被る癖がある。戦局をチェスのように俯瞰し、常に次の一手を先読みするスタイルを持ち、パシフィック・クリサリス号の事件でテッサ不在のTDD-1を指揮した際には、アマルガムの高速潜水艦リヴァイアサン3隻を翻弄し、易々と葬った。
作中で被っている帽子は、イギリス海軍時代、カール・テスタロッサが艦長を務める潜水艦を救った際のお礼と、敬意とジョークの意味も込めて彼から贈られた物。なお、カールは生前、彼にテッサ達の能力の事を話していた。
アンドレイ・セルゲイヴィッチ・カリーニン
声 - 大塚明夫
ミスリル作戦部西太平洋戦隊“トゥアハー・デ・ダナン”陸戦コマンド指揮官。階級は少佐。コールサインは"パース1"。なお、短編では父姓をセルゲーイヴィチと表記されている（発音としてはこちらの方がよりネイティヴに近い）。
かつては ソ連の特殊部隊"スペツナズ"指揮官だったが、陰謀によって現在はソ連を追われている。
いかなる事態にも柔軟に対応し、任務達成と部下の安全を重視するが、必要とあれば部下を切り捨てる判断を下せる非情さも持つ優秀な指揮官である。宗介は対峙した際、「勝つべくして勝ち、負けるときには損害を最小限に抑える」手堅い指揮をとる強敵だと論じた。
イリーナというヴァイオリニストの妻がいたが、妊娠中の体調不良による処置時に担当医が医療事故を起こし母子共に死去している。なお、アフガニスタンで宗介と再会した当初は、彼を養子にしてレニングラードで4人で暮らすことも考えていた。
彼が作る妻の味を再現したというボルシチはココアパウダーと味噌ペーストが入っており、その味はテッサが「あたたかいドクターペッパー」と評していた。カリーニンはこれを再現するにあたり、鍋のかき混ぜ方やその回数、火のかけ方や時間を非常に厳しく計測して（OVAではリトマス試験紙で酸性度まで確認している）完成させた。このボルシチを食べに来ないかと宗介を誘うが、宗介は声を裏返しながら「先約がある」と断ったほどである。テッサは、イリーナがカリーニンにこのようなボルシチを作っていたのは、仕事でほとんど家に帰ってこない夫への、せめてもの嫌がらせではないかと推測している。同時に、過酷な戦場生活の影響で、このようなボルシチを美味しいと感じる味覚になってしまったカリーニンに同情した。
『つづくオン・マイ・オウン』においてテッサ達を襲撃部隊から守り、その際逃げ遅れて行方不明となるが、『つどうメイク・マイ・デイ』ではアマルガム幹部「ミスタ・K（カリウム）」として現れる。
以後の行動についてはアマルガムの項目を参照。

#### SRT（特別対応班）
ベルファンガン・クルーゾー
声 - 小山力也
陸戦コマンドSRT（特別対応班）の指揮官。階級は中尉（のち大尉）。コールサインは"ウルズ1"。アフリカ系カナダ人のイスラム教徒。
元地中海戦隊"パルホーロン"所属（かつてはカナディアンSASに所属）。
彼の乗機はM9 D系列機ファルケ。その戦闘技能は宗介を遙かに上回り、アーバレストとの模擬戦では宗介を圧倒している。M9とコダールとの1対1で初めて勝利を収めたのも彼である。
中国武術に通じ、体術に関しては「技（スキル）」ではなく「術（アート）」が大事と語っており、ASの近接戦闘でも中国武術の技を繰り出すことが可能。
趣味はアニメ鑑賞で、新作チェックのためにニュータイプU.S.A.を愛読。また、その手の評論サイトの常連でもあるらしい。その事は他の隊員には秘密にしているが、本人はこれをあくまで部隊の士気に関わるためであり、決して「恥ずかしいから」等という理由ではないと必死に強調していた。日本語の勉強を少しずつ進めており、引退後は翻訳家をしたいと考えている。
口には出さないものの非常に仲間想いな人物であり、先輩であり戦友でもあるゲイル・マッカランを尊敬していた。またクルツ・ウェーバーとは着任時から険悪な関係が続いていたが、内心では評価している（彼を曹長に昇格させることを提案したのはクルーゾーである）。
TRPGメタリックガーディアンRPGとのクロスオーバーリプレイでは、原作者である賀東がプレイヤーを務めるキャラクターとして登場。原作終了後にアニメの制作進行の職についていたが、異世界に飛ばされる。
ゲイル・マッカラン
声 - 小川隆市
本編序盤における陸戦コマンドSRT（特別対応班）の指揮官。階級は大尉。コールサインは"ウルズ1"（クルーゾーの前任者）。
元オーストラリアSAS所属。座右の銘は「生ける狗は、死せる獅子に勝れり」。後輩であるクルーゾーもこの言葉を気に入っていた。
TDD-1 就航一周年記念パーティーでのビンゴ大会で一位を勝ち取り、テッサのキスという栄誉を勝ち取る。しかし、その後発生した艦内での戦闘で、アマルガムと通じていたグェン・ビェン・ボーにより射殺される。
メリッサ・マオ
声 - 根谷美智子
陸戦コマンドSRT（特別対応班）所属。階級は曹長（のち少尉→中尉）。コールサインは"ウルズ2"（前任者の退任以前は"ウルズ6"）。認識番号はB-3055。26歳。中国系アメリカ人で、中国語も話せる。ニューヨーク出身。
元アメリカ海兵隊所属（不名誉除隊）。父はアメリカ空軍の爆撃機パイロットで、現在は企業の社長だが、昔から折り合いが悪かった。入隊の理由は、父親が選んだ結婚相手と無理矢理結婚させられそうになったのに腹が立ち、ウェディングドレス姿のままで海兵隊の徴募事務所に行って入隊の申し込みをしたという豪胆な理由。電子戦のスペシャリストであり、工学の修士号も持っているほか、M9 ガーンズバックの開発にも関わっている。
性格はいわゆる姐御肌。また、怒らせると容赦ない鉄拳制裁と海兵隊仕込みの罵詈雑言が飛ぶ。
ビール以外の酒を飲んでいると、不幸なことが起きるというジンクスを持っている。
作中ではベヘモスにASごと握りつぶされたり、ガウルンにASで倒されて重傷を負ったりとやられる事が多いが、悪運が強いためか何事もなく生き延びている。
『せまるニック・オブ・タイム』にてクルツと男女の仲になるが、年齢差を気にしてか好意を口にする事はなかった。アマルガムとの戦いが終わった後はクルツとの間に子供を身ごもり、ニューヨークのアパートに定住して安静に過ごしている。
「フルメタル・パニック! アナザー」では、D.O.M.S.社の社長となっており、クララという娘がいる。
タナン・アマサート
元陸戦コマンドSRT（特別対応班）所属。階級は中尉。コールサインは"ウルズ2"（マオの前任者）。
『エンゲージ・シックス・セブン』の冒頭に登場。ASの降下訓練中に墜落事故を起こしたジャック・ウェインに巻き込まれ負傷する。その際の後遺症で右足と腰に障害が残ったためにオペレーターを続けられなくなり、情報部に転属した。
キャステロ
声 - 伊藤和晃
陸戦コマンドSRT（特別対応班）所属。階級は中尉。コールサインは"ウルズ3"。
人種的にはラテン系で、口ひげが特徴。PRT（初期対応班）の指揮官も兼務している。
『つづくオン・マイ・オウン』において、ボロボロになり逃げ切れずにベヘモスに踏み潰されそうになったマオのM9を間一髪で救出したが、その直後マオを基地へ逃がすために自らオトリとなり損傷した自分のM9でベヘモスと戦い、最後は30ミリ砲弾を大量に受け、機体ごとバラバラにされ死亡した。
ハマー
陸戦コマンドSRT（特別対応班）所属。階級は中尉。コールサインは"ウルズ4"。
強襲輸送隊の指揮官も兼務している。作中には名前が出るだけである。
ロジャー・サンダラプタ
声 - 木村雅史
陸戦コマンドSRT（特別対応班）所属。階級は軍曹。コールサインは"ウルズ5"。
名前は『戦うボーイ・ミーツ・ガール』で既に登場しているが、実際にキャラクターとして登場したのは『終わるデイ・バイ・デイ』の下巻。
ネイティブ・アメリカン（ドラゴンマガジン掲載版の『踊るベリー・メリー・クリスマス』の記述によればナバホ族）の巨漢であり、常に冷静で寡黙。しかし余りに寡黙であるために、マッカラン、クルーゾーの双方から「腕は確かだがリーダー向きではない」という評価を受けている。
『つづくオン・マイ・オウン』ではクルツやスペックらと共にベヘモスを迎撃した際に重傷を負い、リハビリトレーニングを行って回復した。
クルツ・ウェーバー
声 - 三木眞一郎
陸戦コマンドSRT（特別対応班）所属。階級は軍曹（のち曹長）。コールサインは"ウルズ6"。認識番号はB-3127。日本育ちのドイツ人。
父親が新聞社の特派員だった関係で、中学生までは東京の江戸川区に住み、父の方針でナショナルスクールではなく、地元の公立校「葛西第四中学校」に通学していた。ドイツ語よりも日本語の方が流暢で、本人も自身は日本人であるという意識が強く、白米や焼き鳥などの日本食を好む。日本史も一応現役の日本の高校生でもある宗介にダメだしできるほど。趣味の一つであるギターの腕はセミプロ級であり、中学時代の恩師の椎原と出会った際には、退役してギタリストを目指すことを考えかけた。
明るく陽気な青年で、雑誌のモデルを務めたことがあるほどの美形だが、口を開けば下品・下劣な性格が露になり、セクハラ騒動も日常茶飯事であり、本作におけるコミックリリーフ的な役割を担う。しかし、冷徹な狙撃手としての貌もあり、その貌にはマオですら多少の恐怖を感じることがある。
テロによって両親を失い、復讐を目的に傭兵となった経緯を持つ。「カスパーの部隊」と呼ばれる狙撃者集団の中で頭角を現すが、家族の仇を狙撃する際にラナという少女を巻き込んでしまった（実際に手を下したのはカスパー）ためカスパーの下を去った。ラナを生き長らえさせるべく彼女を医療施設へと収容させ、現在でもその医療費を援助し続けていた。また、レバノンで宗介と戦った事があったが、ミスリルに入隊してからも、お互いにその事実を知らないでいる。
作中ではクルーゾーと共に非ラムダドライバ搭載機搭乗者としては驚異的な戦果を挙げている。 彼の狙撃技能は生身・AS搭乗時を問わず超人的であり、限界までスピードを上げて走行中の軽トラックの荷台からベヘモスの頭部機関砲の砲口にライフル弾を撃ち込んで破壊するなど、随所で神業的なテクニックを見せる。M9に搭載されている超高性能な照準補正機能ですら彼の才能の前では邪魔になり、クルツはその機能をカットしているほど。その技能はカリーニンから「相良宗介が搭乗したレーバテインよりも脅威」と評されている一方で、格闘はさほど得意ではないらしく、マオに「まるでチンピラ」と評されている。
『せまるニック・オブ・タイム』では狙撃の師であるカスパーと対峙。AS同士の狙撃戦に敗れて機体は大破し自身も致命傷を負うが、敵に包囲された宗介たちを救うため、生身でカスパーの記録を上回る距離での狙撃に挑戦。カスパーを仕留めるが力尽き、死亡したと思われた。実際には、宗介らが撤退した直後にヤムスク11に駆けつけたソ連のGRU直属の特殊部隊に収容されており、『ずっと、スタンド・バイ・ミー』で狙撃戦仕様のシャドウを駆って核ミサイル基地周辺の戦闘に駆けつけた。
アマルガムとの戦いの後は新たな事業を始める準備のため、世界各国を旅する多忙な日々を過ごしている。その途中でテルアビブに立ち寄り、ラナをより設備のいい病院に移すための手続きを行っている。
十数年後の『フルメタル・パニック! アナザー』4巻に登場し、ウルズ6のコールサインを使ってクララの救出作戦に参加し、超人的な狙撃を行った。本来の駄目な部分が目立ってきているが、娘のクララには慕われている。また、マオとは離婚と再婚を繰り返している。
『このライトノベルがすごい!』男性キャラクター部門では2008年版で10位を獲得している。
ジャック・ウェイン
元陸戦コマンドSRT（特別対応班）所属。階級は伍長。コールサインは"ウルズ7"（宗介の前任者）。
『エンゲージ・シックス・セブン』の冒頭で登場。ASの降下訓練中に墜落事故を起こした。大きな怪我は無かったものの、墜落の瞬間神が見え「汝、迷える子羊よ。武器を捨てて、えびを獲れ」と告げられた。
現在はミスリルを辞め、フロリダにて漁師をしている。
スペック
声 - 飯島肇
陸戦コマンドSRT（特別対応班）所属。階級は伍長。コールサインは"ウルズ8"。
元アメリカ海軍特殊部隊（Navy SEALs）所属。ASの操縦技術はかなりのレベルを持つ。株取引が趣味で市場情報などに詳しく、クルツに5万ドルを20倍にして返すと吹っかけた事がある。
『終わるデイ・バイ・デイ』後編における香港での戦闘ではヴェノムによって機体を撃破されるが、その際は生還する。
『つづくオン・マイ・オウン』において、出撃の直前には勝ち目が無いという判断からミスリルを裏切ろうとした。しかしテッサの覚悟を目の当たりにし考えを改め、アマルガムの強襲部隊と交戦。ベヘモスの狙撃に失敗したクルツに再度チャンスを与えるために自ら囮となり、ラムダ・ドライバの直撃を受けて死亡した。
ヤン・ジュンギュ
声 - 佐々木望、岡田貴之（オーディオドラマ 01のみ）
陸戦コマンドSRT（特別対応班）所属。階級は伍長（のちの軍曹）。コールサインは"ウルズ9"。認識番号はB-3120。韓国の大邱出身。
西太平洋戦隊のSRT要員の中で唯一ASの搭乗資格を持っていないが、歩兵としての能力や車の運転技術に優れている。昔はレーシングドライバーを目指して峠を攻めていたが、金銭的な問題でその夢を諦めた。その後、母国の徴兵制に応じて陸軍に入った後に才能が開花し、紆余曲折を経てミスリルに入隊。温厚な性格で隊員達の諍いなどの仲裁役も彼が勤めることが多いが、戦時や緊急時には他の隊員同様の戦士としての風格を見せる。しかしキャステロからは「心がけの面で劣る」と評され、PRTへの降格も検討されていた。周囲には「悪運はある」「優秀だが、人が良すぎるのが欠点」「地味で目立たない奴」という認識を持たれている。作中ではPRT要員のウーと一緒に行動している事が多い。
続編である『Family』では、「ヤン & ハンター警備会社」というPMCを経営（オーナーはかなめ）しており、相良家の周辺警備とサポートを行っている。
マンデラ
陸戦コマンドSRT（特別対応班）所属。階級は不明。コールサインは"ウルズ10"。
後述するグェンの後任として、西太平洋戦隊に配属されたものと思われる。具体的な人物描写は、今の所ほとんど無い。
『つづくオン・マイ・オウン』で初登場し、クルツやスペックらと共にベヘモスをM9で迎撃した。

#### PRT（初期対応班）
ハワード
陸戦コマンドPRT（初期対応班）所属。階級は伍長。
『踊るベリー・メリー・クリスマス』において、パシフィック・クリサリス号を西太平洋戦隊がシージャックした際、銃を奪って逃走する乗客（キリー・B・セイラー米海軍中佐）の鎮圧に向かうが、テッサが人質にされていたためにトリガーを引くことが出来ず、ゴム弾を食らってしまう。
その後船内に現れたアラストルを宗介やクルツたちと共に迎撃し、胸に銃弾を受けるが、ボディーアーマーを装備していたため難を逃れた。
ウー
声 - 白鳥哲
陸戦コマンドPRT（初期対応班）所属。階級は一等兵（『踊るベリー・メリー・クリスマス』以降は上等兵）。コールサインは”カノ28”。
人種的には中国系だが、南北中国の出身なのか、あるいはマオ同様の中国系移民なのかは不明。ASの操縦資格を持っている（が、作中でASに搭乗したことは無い）。
作中ではヤンと行動を共にしていることが多く、ヤンと同様に損な役回りが回ってくることも多い。
「ずっとスタンド・バイ・ミー」にて、アフガンの核ミサイル基地奪還作戦に参加中、乗っていた輸送機が攻撃された際に重傷を負った。相当厳しいダメージを負ったが、無事に後送されてクルーゾーと一緒の病院に担ぎ込まれ、命は取り留めた。
リャン・シャオピン
声 - 杉田智和
陸戦コマンドPRT（初期対応班）所属。階級は一等兵。
『揺れるイントゥ・ザ・ブルー』において、SRT要員であるジョン・ダニガンと共に、捕らえたガウルンの監視をしていたが、ダニガンに裏切られ射殺された。

#### TDD-1発令所要員
ウィリアム・ゴダート
声 - うすいたかやす
発令所甲板士官。階級は大尉。
ディン
発令所航海士官。階級は大尉。
デジラニ
声 - 山岸功
発令所ソナー員。階級は軍曹。
報告の際、リズムを取るような口調で喋る癖がある。

#### 兵站グループ
エドワード・"ブルーザー"・サックス
声 - 室園丈裕
兵站グループ第11整備中隊の指揮官。階級は中尉。フロリダ出身。
元アメリカ陸軍所属。入隊当初は歩兵だったが、作戦中の負傷によって整備兵に転向する。その後はAS整備兵として実力をつけていたが、クルジスタンでの作戦行動中にM6に発生したトラブルを原因に陸軍を除隊。陸軍時代に学士号を夜学で取得している。本人曰く、将校らしく扱われるのが性に合わないらしく、「サー」と呼ぶ奴の尻を蹴飛ばす事にしているという。
父親はアルコール依存症で、彼が13の時に自殺している。兄は強盗の常習犯であり、姉は売春に手を染めていた。ただし母親は存命で、彼は年に2度、離婚した妻と暮らす子供と一緒にフロリダへ帰省して手製のミートパイを食べるのを楽しみにしている。
『せまるニック・オブ・タイム』にてノーラと恋仲になっていることがノーラの口から語られ、『ずっと、スタンド・バイ・ミー』では「新しい妻の候補」とまで自ら語った。
メリダ島攻撃前にTDD-1から下船してノーラと共にフロリダへ帰るつもりだったが、サックス自身も半ば望んでいたテッサの命令で残留しレーバテインの調整を行っていた際、魚雷の衝撃で固定を怠っていた跳ね上がった電源ユニットと天井に挟まれて致命傷を負い、宗介の眼前で死亡した。アーバレストの頃から機体の整備をしていた彼の死は、アルに感情と言える物を呼び起こした。
ミノーグ
兵站グループ第11整備中隊所属。階級は一等兵。
短編『音程は哀しく、射程は遠く』にてルイスと共にクルツの即席バンドに参加している。パートはベース。
ルイス
兵站グループ第11整備中隊所属。階級は二等兵。
短編『音程は哀しく、射程は遠く』にてドラムの腕を見込まれて、ミノーグと共にクルツの即席バンドに参加している。
デニス・ファルコウスキー
兵站グループ兵站支援中隊所属。階級は二等兵。元強盗。
短編『老兵達のフーガ』に登場する。息子ダニーの養育費に困り、両替所を襲撃して110ドルを奪い、さらに宗介とテッサがボーダとその旧友達とのパーティーに付き合わされているレストランに 強盗に押し入るも失敗した。しかし、ボーダらの知り合いであるルイス・ファルコウスキーの息子と知ると、ミスリル作戦部の力を使ってデニスを息子ダニーに会わせることとなる。去り際ボーダにミスリルへの就職を薦められ、後日、西太平洋戦隊に配属される。
遺失物係
声 - 中村俊洋
兵站グループ施設中隊所属。階級は二等兵。氏名は不明。
短編『わりとヒマな戦隊長の一日』にてメリダ島基地内における遺失物の担当をしていたが、本来は備蓄管理員。

#### AI
アル
声 - 室園丈裕
ARX-7 アーバレスト及びARX-8 レーバテインに搭載されているAI。
機体の設計者でもあるミスリル研究部のバニ・モラウタによってARX系列のASと共に開発され、ラムダ・ドライバの作動に重要な役割を果たしている。ARX-8の再設計者・名付け親でもある。
当初はM9等に搭載されているAIとなんら変わり無かったが、『終わるデイ・バイ・デイ』において、宗介とのバニに関わる会話によって隠されていた「フラグ」が立ち、常に「自由会話モード」となった。以降、勝手にしゃべり出すだけでなく、作戦時間外に勝手にインターネット等にアクセスして多様な知識やボキャブラリーを吸収し、他機体のAIよりも高度な擬似人格を成長させ、独自のユーモアセンスを披露する。以降、自意識や情緒、直感にも目覚めている描写も描かれていた。
『つづくオン・マイ・オウン』では、レナードの駆るベリアルにARX-7で挑み惨敗。機体を破壊され機能停止に追い込まれるが、ハンターやレイス、ミラ等によって回収・修理され、『つどうメイク・マイ・デイ』では彼等の支援のもと自らが再設計したARX-8 レーバテインに搭載され、戦線に復帰。
『せまるニック・オブ・タイム』では、人間の感情を理解すると同時に自己同一性に似たものを獲得し始めており、後の『ずっと、スタンド・バイ・ミー』では機体のセッティングに迷ったり、サックス中尉の死を悼むかのように振る舞う等、実際に感情を持っているかのような描写がある。物語の終盤では、宗介との「私は、機械か、人間か」という問答の末、「擬似」でなく真正の「自我」を認識し、「人間」にしか出来ないはずのラムダ・ドライバの起動に成功。メリダ島に飛来した核ミサイルから、宗介を守り抜いた。その後は宗介と共に米軍に回収されるが、宗介によって奪還され共に脱出し、宗介の救出作戦を実行しようとしていたマオらに幾ばくかのユニットと共に預けられた。
決戦後は体のない状態で世界のどこかに保管されているが、アマルガムの施設で鹵獲した部品からミラが組み立てたアラストルのボディを、衛星回線経由で操作して身体代わりに使用している。しかしながら、今まで使っていたASのボディとは大きさや重量が違いすぎるために操作に慣れておらず、直感的に操作できるようになるために苦労している。
宗介との運命的とも言える出会いや数々の艱難辛苦を経て、遂には自我を獲得し、ブラックテクノロジーの塊とも言えるレーバテインを再設計、さらにはオムニ・スフィアにアクセスする力をも得た「人工的なウィスパード」とも言える存在へと進化したアルを、テッサは「バニ・モラウタが時間災害に対する一つの解答として生み出した機械じかけの神」ではないかと推測している。また、宗介が違う人生を歩んでいたらアルのようになったかもしれないと予想している。
ダーナ
声 - 村井かずさ
TDD-1に搭載されているAI。BAda（ベイダ）と呼ばれる特殊なプログラミング言語を使って開発された最新鋭の人工知能で、TDD-1 を運営する上で大きな役割を担っている。
非常事態には艦のほぼ全てを制御することも可能だが、最低限の機能しか発揮できなくなる。『揺れるイントゥ・ザ・ブルー』では、TDD-1がハイジャックされた際にレナードの作ったプログラムによって、COC（チェンジ・オブ・コマンド：指揮官交代）されてしまい、ガウルンが指揮権を掌握したが、TDD-1のTAROSに入った千鳥かなめの活躍によって指揮権を奪還された。
またその高度な処理能力を生かして世界中のコンピューターをクラッキングし、さまざまな機密情報の入手や情報操作をすることも出来た。
メリダ島の最終決戦で、沈没するトゥアハー・デ・ダナンと運命を共にした。
フライデー
声 - 福山潤
M9マオ機に搭載されているAI（およびそのコールサイン。以下同じく）。マオのお遊びの一環として、「ごほうび」を要求するよう教育されている。
マオは『疾るワン・ナイト・スタンド』及び『つづくオン・マイ・オウン』で機体を撃破されているが、それ以後に搭乗している機体のAIも同じ名前である。
ユーカリ
声 - 田村ゆかり
M9クルツ機に搭載されているAI。日本の女性アイドルの声をサンプリングしてAIの声に設定している。クルツはそのアイドル（AI）にわざと卑猥なことを言わせて楽しんでいることもある。
ドラゴンフライ（ファルケAI）
声 - 山口勝平
M9クルーゾー機に搭載されているAI。『ドラゴンフライ』とは日本語で『トンボ』という意味であり、クルーゾーが敬愛するアニメ作品『魔女の宅急便』の登場人物『トンボ』に由来する。

#### その他（作戦部）
ペギー・ゴールドベリ
声 - くじら
支援グループ医療班所属の軍医。階級は大尉。"ペギーおばさん"と呼ばれることもある。
メリダ島基地内やTDD-1艦内の医療に関する責任者であり、健康上の理由が伴えば、テッサの指揮権を剥奪する権利を有している。
マデューカスが隊員から取り上げたテッサの写真を預かっている。
なお、蓬萊学園シリーズには同名のキャラクター（ペギー・ゴールドベリ教頭）が登場している。
エバ・サントス
声 - 水落幸子
TDD-1強襲輸送隊所属。階級は少尉（後に中尉）。コールサインは"ゲーボ9"。
母国語はポルトガル語。
ペイヴ・メア輸送ヘリの操縦を担当し、作中ではアーバレストの空輸を行っている事が多い。
『つづくオン・マイ・オウン』中、東京の宗介とかなめの回収に向かうが、着陸の寸前に機体に対空ミサイルの直撃を受けて死亡する。
サルヴィオ
声 - 一馬芳和
TDD-1強襲輸送隊所属。階級は少尉。コールサインは"ゲーボ4"。イタリア人。
『せまるニック・オブ・タイム』において初登場し、クルツと彼のM9をヤムスク11へと空輸している。
フィッシャー
TDD-1強襲輸送隊所属。階級は少尉。コールサインは"ゲーボ6"。アメリカ人。
『せまるニック・オブ・タイム』において初登場し、宗介とレーバテインをヤムスク11へと空輸している。
ジャクリーヌ・ヴィラン
声 - 岡本麻弥
テレサ・テスタロッサの秘書官。階級は少尉。研究部から出向している。
彼女に対する姿勢はそっけないものがあり、プライベートな会話はほとんどしていない。これは単に淡白な性格をしているために過ぎず、彼女を嫌っているというわけではない。気を利かせて紅茶を入れたり、手製のシフォンケーキを持ってきたりすることもある。
サチ・シノハラ
声 - 内田彩
メリダ島基地の通信担当下士官。階級は軍曹。大学卒業後に航空自衛隊で数年間勤務した後、ミスリルに籍を移す。
作中では数回宗介と交信を行っているシーンがあり、彼をファーストネームで呼んでいる。
『つづくオン・マイ・オウン』にてTDD-1に乗艦し、メリダ島を脱出。TDD-1のクルーらと行動を共にしている。
カスヤ・ヒロシ
声 - 福山潤
艦内でコックを務めている日本人。階級は上等兵。東京近郊に実家がある。
『揺れるイントゥ・ザ・ブルー』ではかなめの料理の腕を褒め、「深海料理の真髄」を伝授すると豪語していた。
また、短編の『女神の来日（受難編）』ではマデューカスの通訳として来日している（作中では登場せず）。
グロリア
西太平洋戦隊の料理長夫人。
テッサの部屋の掃除を担当している。噂好きで、テッサが喫煙や飲酒（実際はマオの仕業）をしていることをマデューカスに話してしまった。
酒場のマスター
声 - 廣田行生（アニメ第1期）、水野龍司（TSR）
メリダ島基地のパブ"ダーザ"のマスター。
恰幅の良い初老の白人男性で、その容姿はアーネスト・ボーグナインに似ている。
元傭兵であり、現役時代に右脚を負傷したためか、若干引きずるような歩き方をする。本人曰くコンゴやローデシアでは知らない者はいなかったという。かなりの精神論者でもあり、パブで無気力にダラダラ飲んでいたクルツと宗介を叱りつけた事もある。またその際、大海賊キャプテン・アミーゴの地図を渡している。
『つづくオン・マイ・オウン』でのアマルガムの攻撃の際にはTDD-1に乗艦し、メリダ島を脱出している。酒類は持ち出せなかったものの、戦死したマッカラン達の写真だけは鞄に詰め込んでいた。

### 作戦部インド洋戦隊“フィル・フォルヴ”
TVアニメ第一作「故郷に舞う風」で宗介と共に行動した部隊。作戦行動中にガウルンの駆るヴェノムの襲撃を受け、全滅してしまう。
ブライアント
声 - 中田和宏
作戦部インド洋戦隊所属。ヘルマジスタンに派遣された部隊の指揮官。階級は中尉。
ガウルンの人間離れした実力とヴェノムの常識外れな性能を警告する宗介の意見を軽視はしなかったものの、ガウルンの実力を知らない他の隊員たちの意見を重視したためガウルンが待ち構える中で攻撃を開始してしまう。隊の中で最初にガウルンのヴェノムに倒される。
グレース・ワイズマン
声 - 村井かずさ
作戦部インド洋戦隊所属。ヘルマジスタンに派遣された部隊の副官。
唯一の女性で愛称はグレイ。過去に東ヨーロッパで内戦抵抗運動に参加していた。隊の中では最も温厚な性格で、他の隊員のように宗介を嫌うそぶりを見せなかった。宗介を隊に誘うが、ガウルンのヴェノムに単分子カッターをコクピットに突き立てられて死亡。
アンディ
声 - 高田祐司
作戦部インド洋戦隊所属。ヘルマジスタンに派遣された部隊の一員。
テンガロンハットがトレードマーク。ガウルンのヴェノムに倒される。
ジャクソン
声 - 宇垣秀成
作戦部インド洋戦隊所属。ヘルマジスタンに派遣された部隊の一員。
ドレッドヘアが特徴。宗介を嫌っており、しばしば衝突していた（宗介の実力は認めていた）。乗機をバチストに奪われた後は核ミサイル搭載のトレーラーを運転していたが、ガウルンのヴェノムに倒される。
バチスト
声 - 北川勝博
作戦部インド洋戦隊所属。ヘルマジスタンに派遣された部隊の一員。隊の中では最年長。
ジャクソンからポーカーでの借りが300ドルある。ガウルンのヴェノムに乗機を破壊され重傷を負ったが、ジャクソンから乗機を奪ってヴェノムに対して自爆攻撃を行った。

## ミスリル他部隊

### 幹部
マロリー卿
声 - 大塚周夫
ミスリルの創設者。爵位は伯爵。
先祖から受け継いだ巨大な資産を元手にミスリルを創設した。しかし同時に、アマルガム幹部の「ミスタ・Hg（マーキュリー）」でもあり、アマルガムを設立した5名の有志の孫でもある。
暴走を始めたアマルガムの崩壊を目論んでいたがその困難さに挫折し、当初の目的を見失いつつあったアマルガムを抑制するためにミスリルを設立した。
レナードがアマルガムの掌握を成功させ、さらにミスリルを壊滅に追い遣られて彼自身は『過去の人間』となり、イギリスの片田舎に隠れ住んでいたが、『ずっと、スタンド・バイ・ミー』上巻にて居場所を突き止められ、カリーニンとの対話から真相を知り、裏切りに憤る息子のエドモンドに射殺された。
エドモント・マロリー・ジュニア
マロリー卿の長子でミスリル創設者の一人。ミスリル設立以前は、イギリス海軍の特殊部隊上りの将官であり、マデューカスの上官でもあった。
フォークランド紛争への従軍経験やヘリ墜落における要人救出、情報部員として世界各国の軍事危機を幾度も回避させるなど武勲は多く、ミスリルの創設時に有能な人間をスカウトするのに一役買っている。
アマルガムの総攻撃によるミスリル壊滅後は潜伏しながら独自にミスリルのアマルガムの内通者を捜査し、それが自分の父親であるマロリー卿であることを突き止め、居場所を突き止めて対峙。自分を尾行していたカリーニンに真相を聞かされたことで、騙されていたことへの憤りから、最終的に父親を射殺した。

### 情報部
メイヤー・アミット
声 - 菅生隆之
ミスリル情報部の最高責任者。階級は明示されていないが、将軍と称されることから将官位にあると推定される。
ボーダ提督の調査ではアマルガムに内通している疑いがあるらしい。アマルガムによる総攻撃後は情報部の機能をどこかへ移転し、ハンターら情報部員に行動を禁じた上で行方をくらました。その後、ボーダ提督によってアマルガムに参加したことが示唆されている。
情報部参謀
声 - 飯島肇
ミスリル情報部の参謀。
ギャビン・ハンター
声 - 島田敏
ミスリル情報部香港支局の責任者。
表向きは貿易業者を装っており、南北中国軍の両方にパイプを有している。外見は凡庸な小太りの男であるが、洞察力・情報分析能力や部下把握能力は叩き上げの情報部員らしく、さまざまな方面への根回しも優秀。当人が現場を動くことはほとんどないが、優秀な部下を擁する組織力も持っている。
『つづくオン・マイ・オウン』ではアマルガムの攻撃から辛くも難を逃れ、アンカレジで密かにARX-8 レーバテインの建造を行っていた。しかしその動きはアマルガムに察知されており、『つどうメイク・マイ・デイ』で逃亡中、アマルガムに寝返っていたカリーニンによって銃撃され、重傷を負うものの命は取り留めた。
レイス
声 - 大原さやか
ミスリル情報部所属のエージェント。コードネームは”レイス”（wraith：実体のはっきりしない幽霊）。
出身は北朝鮮。登場時は性別すら不明だったが、『つづくオン・マイ・オウン』で女性であることと、祖国を追われた身である事が判明した。宗介と同時にかなめの護衛任務に就いているが、基本的に両者が接触することは無い。
宗介とは異なり、かなめとも接触せず、遠距離からの監視・警戒を中心に行っていたが、『終わるデイ・バイ・デイ』においてレナードに拘束された挙句、護衛対象であるはずのかなめに助けられたため、以降かなめにはその事をネタに宗介のミスリルでの動向調査などを頼まれることとなる。
その任務の性質上、変装技能に秀でており、サラリーマンから主婦まで、様々な姿を状況に合わせて使い分けて警戒に当たっている。変装中はボイスチェンジャーで声も変えており、TV版では当初演じる声優も伏せられていた。「気晴らし」として宗介が陣代高校及びその周辺で暴れ回る原因の一端を作っている。ただしこの行動は上層部の意向を彼女なりに判断した結果として、陽動のための宗介を目立たせる・敵対組織を攪乱させるためなどの理由付けもある模様。
冷静沈着で状況判断能力にも秀でており、戦闘技術や医療技術も高いのだが、それが裏目に出て予想外のトラブルに巻き込まれることが多い苦労人である。また、任務よりもその場の状況への対応を優先する一面がある。
『つづくオン・マイ・オウン』で実質的にミスリルが壊滅した後には、潜伏していたハンターの依頼を受けてアーバレストの残骸からアルを回収している。また、本物のARX-8 レーバテインを宗介に届けるため、『つどうメイク・マイ・デイ』においてはメキシコにおいて彼と行動を共にしていたレモンたちと合流している。
『せまるニック・オブ・タイム』ではレモンとモスクワに潜入した際に、レナードの襲撃を受け負傷。その後モスクワ警察に連行される。しかし、スパイ候補生としてソ連に留学していた際のGRUの元教官に釈放してもらい、マオたちのチームに合流。アフガンの核ミサイル奪還作戦に必要な最新情報を届けた。
本名は隠しているがレモンの予想によると「キムオクヒ」であり、漢字表記では「金玉姫」となってしまう。レモンの説明では姫という下の漢字は美しいという意味をこめられているが、日本人にとっては笑いを誘う名前になってしまっており、そのためにレモンには頑として本名を教えていない。
マット・シェイド
ミスリル情報部所属のエージェント。
『戦うボーイ・ミーツ・ガール』の冒頭において、KGBのウィスパード研究施設からクダン・ミラを救出した。宗介らと合流するために車で移動中、ハインドによる追撃を受け、死亡する。本来の任務は研究データの奪取でミラの救出ではなかったが、宗介に「そういう男だった」と評されるほど情の深い人物。

### 研究部
ペインローズ
ミスリル研究部部長。バニ・モラウタやノーラ・レミングの上司にあたる。
40過ぎの痩せ型の男性（ミスリル設立以前の話である「<トゥアハー・デ・ダナン>号の誕生」における描写）。作中では“博士”という肩書きで呼ばれることがあるが、いかなる博士号を取得しているのかは不明。
バニ・モラウタ
ミスリル研究部所属。階級は大尉。認識番号はF-6601。
南太平洋の小国、サンホルヘ共和国の出身。ウィスパードであり、AIアルを始めとするARXシリーズの開発主任。テッサと共にTDD-1の建造にも関わっていた。年齢は16歳と非常に若いが、カリフォルニア大学を卒業し、ジオトロン社にも所属していた。
アルに入力された情報によれば、趣味は囲碁とピアノ、好きな歌手はジョン・レノン、好きなものは平和とアルとテレサ・テスタロッサ。
本編開始以前に「ささやき」に乗っ取られて拳銃自殺してしまったが、それを見越してアルにブラックボックス化したメッセージと、ある仕掛けを遺していた。
ノーラ・レミング
声 - 山口由里子
ミスリル研究部所属。階級は少尉（後に中尉）。
マサチューセッツ工科大学出身。軍属の経験は皆無であったが、バニの死後、テレサ・テスタロッサによってスカウトされた。ウィスパードではないが、天才の部類には入る。ただし、テッサに対して若干のコンプレックスを抱いている節がある。
宗介の見立てによればカリーニンの亡き妻であるイリーナに面影が似ているとのこと。
西太平洋戦隊にてラムダ・ドライバの研究を担当しており、その特殊性故に整備員（特にエド・サックス）と衝突する事もあった。
後にサックスと恋仲になっていることが『せまるニック・オブ・タイム』で語られ、最終的にサックスから故郷へ共に来るように誘われていたことが、『ずっと、スタンド・バイ・ミー』で示唆されている。

### ベリーズ訓練キャンプ
マーティン・エスティス
声 - 中博史
ベリーズ訓練キャンプ総責任者。階級は少佐。人種的にはプエルトリコ系。
射撃大会での優勝経験があり、オフィスにトロフィーを飾っていたが、クルツの狙撃を受けて真っ二つにされている。
ミスリル崩壊後は訓練キャンプを放棄して徒歩で脱出し、コロンビア経由で北アフリカに向かって民間軍事会社として潜伏し、世界各地のミスリル残存部隊を集めていた。『せまるニック・オブ・タイム』にて西太平洋戦隊と合流する。
ジマー
声 - 室園丈裕
ベリーズ訓練キャンプ教官。階級は軍曹。
訓練キャンプ時代の宗介とクルツに対しては良い評価をしていなかった（これは2人とも意図的に手を抜いていたため）。しかし『こだわりのある革命家達の集い』との一件で評価を改めたのか、宗介とは打ち解けた模様。短編の『対立のフェスティバル』では宗介の招待を受け、陣代高校の文化祭を訪れている。
訓練キャンプ時代の宗介は"ソウスキー・セガール"という名前を使用していたため、陣代高校を訪れた際にもセガールと呼んでいた。
ダニエレ・ブリアッシ
訓練キャンプ生の1人。元イタリア軍対テロ部隊“GIS”所属。
警察官から“GIS”に抜擢された経歴を持ち、CQB（閉所戦闘・近接戦闘）に長じている。空手の達人で日本語もある程度使える。
ASの操縦能力もあり、（フルメタ世界における）1995年にローマで発生したASテロ事件の際は、市民に1人の負傷者も出さずに敵機を無力化している。
ヨナタン・ハレル
訓練キャンプ生の1人。元イスラエル軍空挺部隊所属。
訓練生の中ではトップクラスの成績を修めていた。ただし、（意図的に手を抜いていた）宗介の乗るRk-92サベージを相手に、M6で模擬戦を行った際に敗れており、少なくともAS操縦に関しては、宗介には能力的に及ばないものと思われる。
経済学と工学の修士号を持つインテリで、兵士としての能力も優れている。実戦経験も豊富であり、レバノン南部では多数の極秘作戦に従事していた。その間にシリア軍のRk-92サベージを3機撃破している。また、モサッドでも訓練を受けていた。
リカルド・プラド
訓練キャンプ生の1人。元ペルー軍特殊部隊所属。
ASの操縦経験こそ無いものの、空挺降下、水中作戦、偵察作戦に造詣が深く、爆発物のエキスパートでもある。また、双発飛行機とヘリの操縦ライセンスを持っており、飛行時間は合わせて2000時間を数える。
左翼ゲリラ“輝ける道”を相手にかなりの場数をこなしてきた。
なお、ベリーズ訓練キャンプにSRT要員のスカウトに訪れたマオは、当初は上記3名の中から2人を選ぶつもりだった。

## アマルガム
世界を裏からコントロールする秘密結社。

### アマルガム幹部
ガウルン
声 - 田中正彦
コードネーム「ミスタ・Fe（アイアン・TV版内での描写は無い）」。9つの国籍を持つとされるテロリスト。中国語で九龍と書くが、祖国は日本。
ASの操縦技能に優れ、かなめの戦闘記録の分析によると、複数存在するコダールの搭乗兵の中で、最もその性能を引き出していた人物でもある。
宗介やカリーニンとはアフガニスタン時代からの因縁。少年時代にはポル・ポト政権下のカンボジアにおり、当人曰く、虐殺した人間の死体を毎日のように片付けていたらしい。性格は残忍残虐かつ冷酷非情。沈着冷静な思考と、直感と危機回避能力に長けている。その性格から独自の美意識を持ち、宗介（カシム）に執着する。彼曰く、冷徹な頃の宗介は既存の生死観を超越した「殺人聖者」だったという。
アマルガム幹部であったが、他の幹部との反りは合わなかったようである。彼がアマルガムを裏切った後は「ミスタ・Fe」というコードネームが痛烈な皮肉となった（水銀と鉄とは混ざらないので、アマルガムにはならない）。
傭兵訓練キャンプの教官などをしていたこともあるためか、部下の信任は厚い。しかし彼自身は腹心であろうと死を前提に送り込むことをなんら躊躇しない、半ば部下を文字通りの意味で「手足」と考えている。
アフガニスタン時代、宗介によって頭部に銃弾を受けるが、その時には角度が浅かったことに加え、既に頭蓋骨にチタンが埋め込まれていたため難を逃れた。本編では『戦うボーイ・ミーツ・ガール』、『揺れるイントゥ・ザ・ブルー』の2度（アニメ版では『故郷に舞う風』が加わり3度）に渡って宗介に搭乗機を撃破されるが、それでもなおしぶとく生き残り、『終わるデイ・バイ・デイ』ではもはや自力では生きられない身体に成り果てていた状態で飛兄弟（アニメ版では夏姉妹）に指示を出し、ミスリル、ひいては宗介と対峙した。最終的には宗介によって射殺されるが、その際ベッドに仕掛けられた爆弾で宗介を道連れにしようとした。
実は膵臓癌を患っている身であり、生に対する執着が希薄である。そのため、死ぬ事をほとんど恐れていない。病を患う前は逆に「自分の命は地球より重い」と考えていた。
『愛と戦いのロボット 完全保存版』で発表されたアンケート「みんなで選ぶロボットアニメーションベスト100」では、「一番極悪な悪役・敵役は？」で第37位にランクインした。
ミスタ・K（カリウム）
ガウルンが「凄腕のイカレ野郎」と言うほどの狂人。香港で飛鷲を粛清した後にミスリルと対峙するが、宗介によって乗機を撃破され死亡する。
スティーブン・ハリスによると「総合的な実力ではミスタ・Fe（ガウルン）より数段劣る」とのこと。
「ミスタ・K」のコードネームはその後、アマルガムに鞍替えしたカリーニンに引き継がれた。
アニメ版には登場せず、代わりに下記の「ゲイツ」が登場する。
ゲイツ
声 - 大塚芳忠
TV版第3作『フルメタル・パニック! The Second Raid』に登場。原作の「ミスタ・K」にあたるキャラクターであり、原作に比べ特徴が加えられている。また「ミスタ・K」とは呼ばれていない。
自分の言動を否定されることを嫌い、ツッコミをいれる部下を射殺したり、作戦が失敗した際に逆上して、報告してきた部下を虐待するなど部下の扱いは極端に悪い。また、験担ぎのためにモミアゲの長さを気にしており、宗介に倒された際も「ちょっとモミアゲが短かったかな…」と呟きながら死亡した。
ガウルンとは別の意味で残忍な性格であり、衝動的に人を殺し、他人の死を楽しむところがある。
驚異的な早撃ちの名手であり、兵器の代金支払いを拒んだマレス大佐をその部下が数秒唖然としてしまうほどの早さで銃を抜き大佐を射殺した。また、大佐の部下を同様に射殺した。
実行部隊を率いて香港に現れ、ミスリルと交戦していた夏玉芳を殺害する。その後、ミスリルの部隊にも襲いかかるが、援護に駆けつけた宗介と交戦。激闘の末にクルーゾーが搭乗したファルケを羽交い絞めにして盾にとるが、アーバレストが発動したラムダ・ドライバによる「ファルケを透過させ、その背後のゲイツ機にのみ衝撃波を直撃させる」という超常的な攻撃により死亡する。

レナード・テスタロッサ
声 - 浪川大輔
コードネーム「ミスタ・Ag（シルバー）」。テレサ・テスタロッサの双子の兄で、妹同様ウィスパードである。ウィスパードとしての能力はかなり高く、コダールシリーズやアラストルなど、アマルガム製兵器の大半に関わっているとみられる。
TAROSを介して限定的ながら未来予知が出来るため、その能力を利用してアマルガムのネットワークを掌握、自らの手中に収める。
その目的は、「ウィスパード」が生まれる前の過去を改変する事で「本来の世界」に作り変えようとすることである。
ASの操縦技術も優れており、高性能ASであるベリアルを苦もなく使いこなしている。また、線の細い優男然とした外見に反して生身の戦闘力も高く、格闘戦ではレイスを軽々と取り押さえ、宗介と銃撃戦を展開した事もある。
宗介の最後まで諦めない芯の強さに腹を立ててはいるが、互いに障害物という認識しかなく、宿敵やライバルといった認識はない。
物事を少々斜に構えて見るその性格は、幼年時代に母親が他の男性と関係を持っていた事実を知っていたことや、その母親によって襲撃者に引き渡されたことなど、端的に言えば「肉親に裏切られたこと」に由来する。なお、この一連の経験は『つどうメイク・マイ・デイ』において、かなめに共振を利用して見せている。また幼少時は父のカール曰く、かなりの人見知りだったらしい。
かなめに好意を抱いており、『つづくオン・マイ・オウン』以降、彼女と行動を共にしていたが、ある出来事がきっかけでかなめの持った拳銃が暴発してしまい瀕死の重傷を負ってしまう。『せまるニック・オブ・タイム』では一人称が「僕」から「俺」になり、以前と比べ、言動が粗暴になる等の変化が表れている。
『ずっと、スタンド・バイ・ミー』では、メリダ島にてTAROSの最後の守りとしてベリアルを駆って、宗介のレーバテインと対峙。依然圧倒的優位を誇り一方的に追い詰めるが、宗介から聞かされたテッサの言葉、そして『変革』が中断したことに動揺した隙を突かれ、レーバテインを囮にした宗介の策にかかってベリアルを破壊される。最後はテッサの心の強さを認め、宗介に自分も普通の人間として生まれたかったことを語り和解しかけたが、自暴自棄になってTAROSの自爆装置を起動しようとしたため、世界改変の計画を諦めきれないカリーニンによって射殺された。
アンドレイ・セルゲイヴィッチ・カリーニン
声 - 大塚明夫
コードネーム「ミスタ・K」。元ミスリル作戦部西太平洋戦隊“トゥアハー・デ・ダナン”陸戦コマンド指揮官。
短編ではミドルネーム（父姓）がセルゲーイヴィチと表記される（発音としてはこちらがより原語に近い）。
『つづくオン・マイ・オウン』においてテッサ達を襲撃部隊から守り、その際逃げ遅れて行方不明となるが、『つどうメイク・マイ・デイ』ではアマルガム幹部「ミスタ・K」として現れる。後にクリスマスにレナードと接触した際に彼から時間災害の話を聞かされ、彼のオムニスフィアを使った予言が的中したことを受け、「本来の世界」に戻す考えに賛同しアマルガムの側についたことが明らかとなり、以後、レナードの配下として戦闘の指揮をとった。
『せまるニック・オブ・タイム』にてレナードを謀殺しようとしていたミスタ・Auらの粛清の指揮をとり、自ら武器も使わずミスタ・Auを殺害。
『ずっと、スタンド・バイ・ミー』にてマロリー親子の前に現れ、世界改変に必要なアマルガム幹部の名簿を入手。以後、TAROSの防衛としてメリダ島の戦闘指揮をとるが、予想を遥かに上回る宗介のレーバテインやテッサらTDD-1の活躍で防衛隊を壊滅に追い遣られる。
最後まで計画を諦めきれず、自爆装置を起動させようとしたレナードを射殺。かなめを拉致してそのままヘリで逃走を図るが、宗介によってヘリを墜落させられたため宗介と対峙し、格闘戦となり宗介を圧倒するも、ヘリの墜落時に受けた傷が致命傷になっていた。最後は自分にとどめをさせなかった宗介に対し、宗介自身の本質を説き、かつて宗介の母親が遺した言葉である「イキナサイ」を伝え息絶えた。
宗介にとって最も恩義のある親と呼べる人物だが、同時に本作における最後の敵であり、ゲーム版『フルメタル・パニック！ 戦うフー・デアーズ・ウィンズ』では彼と宗介の最後の闘いをイメージした『親子』という専用の楽曲が用意されている。
ヴィルヘルム・カスパー
声 - てらそままさき
コードネーム「ミスタ・Sn（テイン）」。レナードの部下で、彼によるアマルガム掌握の際に殺害した幹部からコードネームを継いだ。東ドイツ出身の狙撃兵でかつては「カスパーの部隊」と呼ばれる狙撃者集団を率いていた。クルツの師匠とも呼べる存在で、狙撃対象の動きや弾道を完全に予測しきった時に「幽霊が来る」という独自の感覚を持っている。その腕前はクルツから「魔人」と呼ばれる程の狙撃センスを持つ。弟子であるクルツの並外れた狙撃の才能を認めつつも、「幽霊」を呼べなかった出来損ないの狙撃兵として侮っている節もあった。
『つどうメイク・マイ・デイ』 ではレナードの邸宅に襲撃を仕掛けたクルツ、マオ、クルーゾーのM9を赤のエリゴールで迎撃。クルツ機の狙撃砲を破壊し、追い詰めた。
『せまるニック・オブ・タイム』序盤では、アラモ砦でレーバテインの狙撃を試みるもクルツに見抜かれて失敗する。終盤ではヤムスク11でクルツと対峙。AS同士の狙撃戦に勝利し、クルツのM9を撃破して彼自身にも重傷を与えるが、宗介の挑発に乗ってASから降りた隙に瀕死のクルツに心臓を狙撃されて死亡した。機体はカスパー射殺後にレーバテインに搭乗した宗介によって破壊された。
ミスタ・Hg（マーキュリー）
水銀合金「アマルガム」の媒介になる水銀の名を持つ幹部。その名が示す通り、他の幹部達の前には姿を見せず、政策決定に関与することもなく、ただ構成員に場を提供し調整を行うのみの存在。普段は会議を傍聴しているだけだが、『せまるニック・オブ・タイム』にて一部幹部が粛清された事を「異常事態」とみなし、声のみではあるが幹部の集会に現れた。
『ずっと、スタンド・バイ・ミー』において、“ミスリル”創設者のマロリー伯爵が「ミスタ・Hg（マーキュリー）」であると判明した。「人類の未来」という当初のアマルガムの目的が、次第に各自の既得権益を守ることが主体の組織になっていき、組織が拡大して内部からでは壊滅不能となっていたため、対抗組織としてミスリルを創設した。
ミスタ・Au（ゴールド）
声 - 仗桐安
アマルガム幹部の一人。日本人。
国会議員のカネヤマ・タケシをダミーとして操っていた（カネヤマは『戦うボーイ・ミーツ・ガール』で名前だけ登場している）。レナードとは折り合いが悪く、『つどうメイク・マイ・デイ』ではついにASを中心とした戦闘部隊を差し向けて抹殺を図った。しかし、この作戦は失敗に終わり、共謀したアマルガム幹部「ミスタ・Cu（カッパー）（声 - 新井良平）」、「ミスタ・Sn」、「ミスタ・Na（ナトリウム）（声 - 斧アツシ）」がレナードの部下に同時に抹殺されたのと時を同じく、彼自身もカリーニンによって粛清された。
ミスタ・Zn（ズインク）
ミスリルに送り込まれたスパイ。その正体はミスリル作戦部所属のボーダ提督の秘書官ジャクソンである。
『踊るベリー・メリー・クリスマス』でその正体が発覚し、カリーニンによって拘束された。
ヨナタン・クルピンスキー
本編には登場しないがアマルガム幹部「ミスタ・Ni（ニッケル）」で、レナード・テスタロッサの部下だった。十数年後の世界を描いた『フルメタル・パニック! アナザー』ではジオトロン・エレクトロニクス社の技術者として登場しており、ステファン・ミハイロフが社長に就任した後のD.O.M.S.に出向して、レナード・テスタロッサへの劣等感の払拭と不可思議な力場を発生させる技術の復活を目論んで、新生D.O.M.S.の市之瀬達哉たちと敵対する。

### アマルガム実行部隊
グェン・ビェン・ボー
声 - 岩松廉
元ミスリル作戦部西太平洋戦隊陸戦コマンドSRT（特別対応班）所属。階級は軍曹。コールサインは"ウルズ10"。
ダニガン同様にアマルガムによる買収（500万ドル）を受け、ミスリルを裏切る。
元々はベトナム陸軍に所属しており、ナイフの扱いにも優れている。
TDD-1内部でマッカランを殺害し、その後クルツを窮地に陥れるが、マオに気を取られた隙を突かれ、逆にクルツによって殺される。
なお、ウルズ10のコールサインは後にマンデラに割り振られている。
ジョン・ハワード・ダニガン
声 - 金子由之
元ミスリル作戦部西太平洋戦隊陸戦コマンドSRT（特別対応班）所属。階級は軍曹。コールサインは"ウルズ12"。
西太平洋戦隊に転属する前は、南大西洋戦隊"ネヴェズ"に属していた。しかしアマルガムによる買収を受け、ミスリルを裏切る。
元々はアメリカ陸軍の空挺隊員で、爆発物の扱いにも詳しい。名誉負傷章や青銅星章を何度も授与されている。
マオやかなめ、ガウルンまでも"チャイニーズ"と呼ぶなど、東洋人に対する差別意識が強い。ジョンと気安く呼ばれることを嫌う。
TDD-1のブリッジから逃走したかなめを追い詰めるが、一瞬の隙を突かれ、駆けつけた宗介によって射殺される。
飛鷲（フェイジュウ）/ 夏玉芳（シャ・ユイファン）/ レナ
声 - 篠原恵美（シャ・ユイファン）
ガウルンに拾われ、彼を「先生」と呼び慕う双子の兄もしくは姉。登場媒体（飛鷲：原作 / 玉芳：アニメ / レナ：漫画）によって設定が異なるが、基本的な立ち位置は全て共通しているため一括して記す。
感情が欠落しており、目的の為なら手段を選ばず整備士にキスをして油断させた後殺害するなどハニートラップも仕掛ける。
作中ではASの操縦を主に行っており、ガウルンの指示によってコダールmを奪取した後は、香港での破壊活動を行っていた。トゥアハー・デ・ダナンのM9部隊と交戦した後にミスタ・K（ゲイツ）率いるアマルガムの実行部隊と交戦するも、撃破されて死亡する。
なお、TV版の物語初期にはゲイツの部下としてZy-98 シャドウを駆っている。
いずれの作品においても、感情が欠落しているという点は共通している。
飛鴻（フェイホン）/ 夏玉蘭（シャ・ユイラン）/ ジュリア
声 - 沢城みゆき（シャ・ユイラン）
ガウルンに拾われ、彼を「先生」と呼び慕う双子の弟もしくは妹。兄（姉）と同様に登場媒体によってキャラクターが全く異なるが、生身での格闘術に長けるという基本的な立ち位置は同様である。玉蘭は柳葉刀のような大振りの刃物をよく使用しており、作中ではマオをも圧倒するほどの戦闘技能を持つ。
作中ではガウルンの指示を受け、かなめの暗殺を謀り東京へと向かう。しかし彼女の機転によって失敗し、その場に現れたレナードの率いるASアラストルによって粛清(原作では頸椎を破壊された後に銃撃。アニメでは首を絞められ窒息。漫画では足を掴まれて捕縛された状態で銃撃)される。その遺体（原作においては頭部のみ）は香港に運ばれ、半ば見せしめとしてさらされることとなる。
兄（姉）同様に感情が欠落しており、とりわけ玉蘭に関しては、姉の玉芳に精神的支柱を依存している節があり、その無機的な目はマオ曰く「まるで何もない完全な絶望」。
ビンセント・ブルーノ
声 - 郷田ほづみ
【原作版】元ミスリル作戦本部所属。人事担当書記官。階級は少佐。
『揺れるイントゥ・ザ・ブルー』において下に記すダニガンとグェンの買収工作に関与し、ガウルンによるTDD-1奪取の一因を作った。
『揺れるイントゥ・ザ・ブルー』の直後にミスリルから姿をくらまし、シチリア島カニカッティの シチリアマフィア「バルベーラ・ファミリー」の元に身を寄せていた。しかし、クルツ・マオ・宗介という本来ならここにいるはずのない西太平洋戦隊SRT要員（シチリア島は本来、地中海戦隊"パルホーロン"の担当区域である）によって身柄を確保され、シドニーのミスリル作戦本部へ連行された。
漫画版では女性キャラに置き換えられている。
【TV版】元ミスリル情報部所属。階級は大尉。コールサインは"オーマ1"。
技術担当として長江横断トンネルにおける人質救出作戦に参加し、トンネル内とTDD-1の無線中継及び無線中継機の提供を行っていた。しかしアマルガムに買収されており、情報漏洩と作戦行動の攪乱を行った。内通発覚後はシチリア島カニカッティのシチリアマフィア「バルベーラ・ファミリー」の元に身を寄せていたが、クルツ・マオ・宗介によって身柄を確保され、シドニーのミスリル作戦本部へ連行された。
クラマ
声 - 山路和弘
アマルガムの殺し屋。アメリカの俳優ジャン・レノをイメージしているが、人種的には東洋人。『揺れるイントゥ・ザ・ブルー』において、J・ロック伍長という名札のついた米軍の野戦服を着用している描写が見られたが、正確な国籍などは不明である。
任務に必要とあらば非情な手段を躊躇い無く使うプロフェッショナル。その一方で文明人を自負している。宗介との因縁は深いものがあり、アマルガムに属する前、レバノンで敵として戦ったことがある。本編ではガウルンが死亡した後（『つづくオン・マイ・オウン』以降）に宗介と対峙する事になる。
禁煙中で、シガレットケースにはタバコの代わりに人参のスティックを入れている。宗介に重傷を負わせるものの、隙を突かれ逆に命を落とす。
ジョージ・ラブロック
声 - 速水奨
元ミスリル作戦部地中海戦隊"パルホーロン"の陸戦コマンドSRT（特別対応班）所属。階級は軍曹。
『つづくオン・マイ・オウン』におけるアマルガムの襲撃の際、幸いにもエーゲ海の基地を離れていたため難を逃れ、やむを得ずアマルガムに投降する。
その後はアマルガムにおいてアグレッサー役を務めていたが、『燃えるワン・マン・フォース』における闇バトルで宗介のサベージと交戦して乗機であるM9を撃破される。戦闘後には宗介によって情報を引き出され、以後の消息は不明。
ゲーム『戦うフー・デアーズ・ウィンズ』では口髭をはやした黒髪の男だが、アニメ『Invisible Victory』では金髪の男となっている。
スティーブン・ハリス
声 - 大川透（オーディオドラマ）
『踊るベリー・メリー・クリスマス』に登場。豪華客船"パシフィック・クリサリス号"の船長。しかしそれと同時に、アマルガムの構成員という立場にもある。"パシフィック・クリサリス号"にはウィスパードの実験・調査を行う機材が極秘に積み込まれており、世界各地を航海しつつ、各地で拉致してきた被験者の調査を行っていた。
かなめに対しても最初は物腰柔らかな姿勢を見せていたが、西太平洋戦隊によるシージャックの際はナイフを手に斬り付けている。
宗介らによって拘束されるものの、隙を突いて逃走し、さらにテッサを拉致。そして輸送機で逃亡を図るが、緊急展開ブースターを装備したアーバレストに追いつかれ、最終的には宗介に倒される。
リー・ファウラー
声 - 杉田智和
レナード直属の部下の東洋系アメリカ人。どんな時でも紳士的な態度で、それが敵には慇懃無礼な態度と見られることも。レナードには絶対的な忠誠を誓っており、彼の片腕として各地で暗躍する。過去の経歴は不明だが、元は軍やテロ組織には所属しておらず一介の武術家だったらしく、AS戦でも単分子カッターを用いた格闘戦が専門分野。その実力は同じくASでの格闘戦を得意とするクルーゾーをもって「同じ機体だったとしてもヤツの方が上」とまで言わしめた。しかし「とるに足らない30代の麻薬中毒者に破れた（とも言える）」、「妻子を守れなかった」などの断片的な情報もある。
初登場は『つづくオン・マイ・オウン』で、冒頭にある墓参りのシーンでECSで不可視化したコダールに搭乗し、レナードを護衛していた。
『つどうメイク・マイ・デイ』ではテッサの拉致を試みるも失敗に終わる。その後、レナードの邸宅に襲撃を仕掛けたクルツ、マオ、クルーゾーのM9を黒のエリゴールで迎撃している。
『ずっと、スタンド・バイ・ミー』にて核ミサイル基地の防衛としてクルーゾーらと対峙。それまでの紳士的な態度をかなぐり捨てて挑み、ラムダ・ドライバの力を纏わせた日本刀（の形の金属塊）で圧倒しつつも、性能の劣る機体で自身と渡り合うクルーゾーを賞賛し、敬意を払っていた。しかし最後はクルーゾーの機体を暴走させた捨て身の特攻で死亡。逆に生きていたクルーゾーのほうが、運だけで生き延びてしまったことへの後ろめたさを感じていた。
『第3次スーパーロボット大戦Z 天獄篇』および『V』では四季童子描き下ろしの顔グラフィックが用意された。
サビーナ・レフニオ
声 - 井上麻里奈
レナードの直属の部下。黒いスーツとメガネをつけたショートカットのポーランド人女性で、かなめやレナードが生活している邸宅を取り仕切っている。兵士としても優秀で、マオと互角のAS操縦技能を持つほか、敵の機体にハッキングして暴走させるなどの電子戦も得意。
出身はウッチ市のスラム街で、そこでの悲惨な生活の中でレナードに出会い、彼に救われたことで好意を抱き、世界改変計画の手助けをすることになった。しかし、かなめに傾倒していくレナードの姿に嫉妬心を抱き、そんな彼の姿を見たくないがために遠方への出撃を志願するなど、私情を捨て切れていない部分が見受けられる。
『つどうメイク・マイ・デイ』 ではレナードの邸宅に襲撃を仕掛けたクルツ、マオ、クルーゾーのM9を白のエリゴールで迎撃。
『ずっと、スタンド・バイ・ミー』にて、占拠した核ミサイル基地の奪還に差し向けられたソ連軍を返り討ちにした後、更に攻撃を仕掛けてきたミスリルのAS部隊と対峙。マオ機をあと一歩の所まで追い詰めるが、駆けつけたクルツ機の不意打ちとマオ機の至近距離からの頭部機銃の銃撃によって機体が破壊される。その後、TAROSを通じて計画が頓挫したことを知って自暴自棄となり、核ミサイルをメリダ島に向けて発射。直後に管制室に駆けつけたマオによって射殺された。

## 都立陣代高校

### 2年4組の生徒
磯村 和美（いそむら ともみ）
声 - 高橋美佳子
小野寺 孝太郎（おのでら こうたろう）
声 - 岡田貴之
通称・オノD。男子バスケットボール部員。熱血快活で適度にスケベな性格である。信二と馬が合い、宗介も行動を共にする事がある。またクルツとは、スケベ同士ということで意気投合。
学園祭の打ち上げコンパで、ビルの屋上からかなめに告白したが玉砕した。今は常盤恭子のことが気になっている。
『五時限目のホット・スポット』にて「爆熱ゴッドカレーパン」を食べた際、余りの辛さに手元にあった細菌兵器ボトルを誤飲し、凄いのかそうでないのか何とも言いがたいバイオハザードを引き起こした。また、『身勝手なブルース』では宗介と信二を伴い合コンに参加し、その際のトラブルに当たっては自分達3人を「陣高三兄弟」と勝手に命名している。
『つづくオン・マイ・オウン』では、恭子とかなめを守りきれなかった宗介を責め、激情に駆られて殴りかかろうとして周りの生徒や神楽坂先生に抑えられている。
しかし、『ずっと、スタンド・バイ・ミー』の上巻で宗介を責めた事を後悔するような様子を見せており、下巻では宗介がミラから渡されたメモリーチップに記録された動画の中で宗介に詫びていた。
十数年後を描いた『アナザー』では、陣代高校に地理教師として赴任している。続編である『Family』では恭子と結婚しており、3人の子持ち。
風間 信二（かざま しんじ）
声 - 能登麻美子
写真部員。軍事オタクで、宗介も感心するほどの知識を持っている。父親、風間信太郎は陸上自衛隊習志野駐屯地の事務官をしており、TVアニメ版『フルメタル・パニック!』ではASに乗って親子で騎馬戦に参加した。最近はお洒落にも気を使っているらしい。
いじめにあっており、『戦うボーイ・ミーツ・ガール』ではいじめっ子に取られたネガを返してもらうためにかなめの自宅のベランダに忍び込み、その下着を取ろうとした事もある。この際に宗介によって取り押さえられた事がきっかけで、友情が芽生えることになる。なお、彼本人もそれなりにスケベなところがあるようで、『愛憎のプロパガンダ』において、かなめを中傷する落書きを真に受け、かなめから「爽やか変態野郎」呼ばわりされている。マオ・クルツらを含めて温泉地に旅行した際はクルツに勧誘され、女風呂を覗くために命がけの突撃を敢行した。この際、何かがはじけるような描写の後、クルツから託されたカービン銃で無数のセントリーガンを撃墜するというすさまじい戦闘力を発揮した。
『ずっと、スタンド・バイ・ミー』上巻では、クラスメイトたちに行方知れずの宗介とかなめに対するメッセージを記録した動画をインターネットで配信することを提案し、実行した。この動画はミラがインターネット上で発見し、最終決戦前にメモリーカードに入れて宗介に手渡している。
続編である『Family』ではVtuverをしており、未だに独身。それゆえの不摂生や油断から病院に担ぎ込まれることとなり、再会した相良家と交流する。
工藤 詩織（くどう しおり）
声 - たかはし智秋→今野宏美（『ふもっふ』以降）
かなめの友人の1人。一緒に買い物に出かけたり、カラオケに行ったりする仲。髪型はショートボブ。
大学生の彼氏がいる。
常盤 恭子（ときわ きょうこ）
声 - 木村郁絵 / 豊口めぐみ
かなめが陣代高校で最初に知り合った友人。いつもデジタルカメラを所持していて色々なものを撮影している。
とんぼメガネにお下げ髪、発育途上の幼い肢体、天真爛漫な性格などから、密かにファンが多い。『愛憎のフェスティバル』でミス陣高を目指していたかなめは、「自分とは正反対の萌えベクトルを持つ最大の強敵（＝恭子）」が出場しないことに胸を撫で下ろしていた。
かなめが宗介にきめたマニアックなプロレス技を知っていたりする。
オスのアメリカンショートヘアを飼っており、名前は「ミア」。その写真をあちこちに見せ回っている。ただ、かなめは、仲の悪い「東海林未亜」を連想してしまうため、渋い顔をした。
『つづくオン・マイ・オウン』では、アマルガムによって人質とされてしまった。宗介とレイスによって救出されたが、その後の戦闘で重傷を負ってしまう。
後にクラスメイトが宗介を糾弾する中、彼女一人だけが宗介やかなめの心配を最後までしていて、宗介にかなめのハムスターの世話を頼まれた。退院した後はお下げ髪をやめ、メガネをコンタクトレンズに変えたことで、大人びた容貌にイメージチェンジしている。さらに、オノDと交際を始めている模様。
続編である『Family』ではオノDと結婚している。ごく普通の専業主婦であり、子供も3人いて忙しい日々を送っている。
向井 麻弥（むかい まや）
声 - 菊池志穂
外見は三白眼にロングヘアー。修学旅行では、連絡係に任命されている。

### 都立陣代高校生徒会
林水 敦信（はやしみず あつのぶ）
声 - 森川智之 / 同左
3年生で、第53代生徒会長。相良宗介からは会長閣下と呼ばれており、「何か」が通じ合ってしまう仲。いつも扇子を持っている。類稀なる頭脳の持ち主で、本来ならもっと上の高校にいけたはずだが、ある理由により陣代高校に入学した。それが原因で大物政治家である父親とは互いにいがみ合うだけの仲となった。
株で生計を立てているが、住まいは外国人用の格安の貸し部屋。屁理屈がうまく常に自信満々。生徒の権利のためといろいろな仕事を宗介達に押し付けているが、教職員の邪魔をする事を楽しんでいるようにも見えなくもない。特徴的な高笑いや尊大な態度で、一種独特の美意識から白い学生服（アニメ版では様々な格言が書かれた扇子も持つ）といういでたちをしている。容姿端麗でもあるため、学内にファンクラブがある模様。
陣代高校生徒会は彼が資産運用によって10倍に膨らませた「C会計」なる妖しげな資金源を財源の一つとして運営されている。
『踊るベリー・メリー・クリスマス』以降、かなめの能力や宗介の正体、その背後のミスリルの存在に勘付いており、会長を退任する際には、宗介に「もう無理だと思う」と警告を与えた。
宗介もまた、彼に対してミスリルの同僚に対するそれと似た「信頼」を寄せており、前述の警告を受けた際には自らの正体を話してしまうほどだった。
『つづくオン・マイ・オウン』にて陣代高校周辺がアマルガムに襲撃された際には、宗介の要請を受けて、下手をすれば停学処分を受けると知りながらも「宗介が校内に致死性の化学物質を持ち込んだ。迅速に避難しないと全員死ぬ」という虚偽の避難勧告を出して、全校生徒を校内から避難させた。作中で林水と宗介が会話を交わしたのは、このときが最後になった。
信二からオンラインゲームに勧誘された面子の中で、彼は一週間足らずでゲーム内の経済状況を掌握してしまうほど、一番ハマりこんだ。
卒業後の進学先は、自分の琴線に触れる本を書いた助教授のいる大学にする予定。作品終盤では既に卒業しているが、どの大学に進学したのかは描写されていない。
続編である『Family』では京都の大学にて言語学を専攻し修士課程まで進んだが、蓮と結婚。組をリフォーム会社として立て直した。会社も落ち着いたことで中断していた博士論文に着手し、環太平洋地域の諸言語比較をやりたいと考えている。
美樹原 蓮（みきはら れん）
声 - 田中理恵
2年生で、生徒会書記。通称・お蓮さん。家は江戸時代から続くヤクザ"美樹原組"で、父親はその七代目組長である。なお父親に対するツッコミは容赦が無い。いわゆる大和撫子。
丈の長いスカートを履いたり、体のラインが出ない服を着たりしている。しかしその下には、肉感的な肢体と楚々とした色香を有しており、男子生徒達からは「体操着姿は飛び道具」と評される。
何かと他人に気を使うのだが、心配する点がどこかズレており、そのことで相手が絶句してしまうこともしばしば。林水に片思い中。
林水が生徒会長を引退した後も生徒会に残り、会計監査を担当する。
続編である『Family』では林水と結婚して「林水蓮」となっている。娘の「葵（あおい）」を儲けている。実家の建設業を「ミキハラホームズ」というリフォーム会社として再建し社長と言う立場になっている。
岡田 隼人（おかだ はやと）
生徒会会計係。
ダイクウマリュウキングガイ殺害事件の際には犯人のかなめに口封じのため殺されかけた。
かなめから"岡ピー"と呼ばれたこともある。
佐々木 博巳（ささき ひろみ）
声 - 浅野まゆみ
1年生で、生徒会備品係。模型同好会に属しており、フィギュアが好き。また、ガンプラもいくつか作っている。
自宅ではシーズーを飼っていたが、『放課後のピースキーパー』において亡くなっている。その際はショックの余り、生徒会報「陣高だより」に載せていたエッセイを書けないほどに塞ぎこんでしまう。しかし、宗介の叱咤によって、実験的で賛否両論のエッセイを書き上げている。
林水生徒会長引退後、生徒会副会長に就任する。
森川 唯（もりかわ ゆい）
1年3組に在籍。水泳部員。『つづくオン・マイ・オウン』冒頭にて林水の後を継いで陣代高校第54代生徒会長に就任した。厳寒であるにもかかわらず競泳水着姿で立候補演説を行った。
曽我 隆（そが たかし）
1年生で、林水生徒会長引退後の生徒会書記。
倉田 博史（くらた ひろし）
1年生で、林水生徒会長引退後の生徒会会計。
前田 英二（まえだ えいじ）
元生徒会潜入捜査官。林水が校内で発生する問題を早期解決するために不良グループの中に潜り込ませた。中学時代は林水と同じ学校に通っていたが、ほとんど友人がいなかった。そのため林水に恩義を感じている。
『義理人情のアンダーカバー』にて、まぶらほの最新刊をうっかりカバンに入れっぱなしにしてしまい、そのことから潜入捜査官としての素性がバレるのを恐れていた。後に電話で万里に呼び出され、彼女を含むその他の面々から誕生日を祝福されてスカジャンをプレゼントされるが、前述の一件による恐怖心で、本人は自分の誕生日である事をすっかり忘れていた。
最終的には、彼が潜入捜査官として身分を隠し続けることに限界を感じていた林水自ら、彼がスパイである事を万里に明かし、潜入捜査官としての任を解かれて名実共に不良の一員となる。

### 他の組の生徒
佐伯 恵那（さえき えな）
声 - 菊池志穂
2年1組に在籍。演劇部部長。前年ミス陣校2位・1年学年末テスト5位の才色兼備。
短編第1話『南から来た男』にて、宗介に一目ぼれしてラブレターを下駄箱に忍ばせておいたが、不審物と間違われて宗介に下駄箱ごと爆破された上、焼け焦げたラブレターの文面から脅迫状と判断されて待ち伏せされる羽目になり、更に宗介を待っている途中で不良に絡まれるなど散々な目に合っている。
『愛憎のフェスティバル』ではミス陣高に出場した。
『おとなのスニーキング・ミッション』ではイメージサロン「C&J」でアルバイトをしていた。
稲葉 瑞樹（いなば みずき）
声 - 吉田小百合
2年2組に在籍。かなめの友人。わがままで強情で陰険で見栄っ張りというやっかいな性格の持ち主だが、友情運には恵まれている。
初登場話である『愛憎のプロパガンダ』では、後述する白井悟がかなめを口説いているところを目撃したため、トイレにかなめを中傷する落書きを多数書き込んでいる（後に和解して友人になる）。
小柄ながら出るところは出ている、いわゆるトランジスターグラマー。
短編『的外れのエモーション』において椿一成に一目ぼれし終始まとわりつく（TV版では『五時限目のホット・スポット』）。
続編である『Family』では未だ独身。会社でブイブイ言わせており身軽なためか、かなめは良くつるむようになっている。
白井 悟（しらい さとる）
声 - 小西克幸
2年2組に在籍。稲葉瑞樹の元彼氏。
瑞樹からはPC-FXやJBのコンサートチケットなどをプレゼントされていた。『愛憎のプロパガンダ』の後に別れた模様。なお、この時瑞樹から過剰なまでの報復を受けた。
東海林 未亜（しょうじ みあ）
2年2組に在籍。女子バスケットボール部の副部長。努力の人。
かなめとは犬猿の仲。しかしそれは、天賦の才を無駄遣いするかなめに嫉妬している部分が大きい。
『大迷惑のスーサイド』では自殺を仄めかすファックスを送りつけ、球技大会を中止させようとした。実際に飛び降りてやるとかなめ達を脅すが、宗介が銃を向け「飛び降りても、君が地面に激突する前に射殺する。君は自殺できない（宗介による『他殺』になるので）」と宣言したことで、やる気が無くなって計画が頓挫。『愛憎のフェスティバル』ではミス陣高出場に気乗りしていなかったかなめを宗介を使って焚き付けた。なお、そのミス陣高ではかなめに一点差で打ち勝った。
椿 一成（つばき いっせい）
声 - 福山潤
2年8組に在籍。空手同好会会長。殺人拳「大導脈流活殺術」（以下、「大導脈流」）の使い手。性格は熱血漢。中華料理店でバイトをしている。
相手の顔の判別が出来ないほどの近眼（宗介と恭子を間違えるほど）で、本気を出す時だけ瓶底眼鏡をかけることにしている。
『純で不純なグラップラー』にてかなめに一目惚れした。同作にて宗介をライバル視するようになり、何かにつけて張り合おうとするが、かなめを恋愛対象としては意識していなかった頃の宗介には理解されずに一蹴され、空回りを続けている。『ずっとスタンド・バイ・ミー』の挿絵にも彼らしき姿が確認できる。
一度かなめに告白しようとした事があったが、その際は眼鏡を外していたため、宗介に向かって告白してしまった。そのため、陣代高校内で一時期、宗介と椿のやおい疑惑が浮上するという事態に至っている。恋愛に対しては経験に乏しく、どこかずれた行動も少なくない。なお実際は行く先々で女性に「いい男」「かっこいい」と評されるイケメンである。なお「大導脈流」およびその技の名前は病名等から来ている。
続編である『Family』では、卒業後も瑞樹に付きまとわれていたが、海上保安庁に入った辺りで遠距離恋愛となり自然消滅したらしい。現在は隊長職を務めているとのこと。
阿久津 万里（あくつ まり）
声 - 浅野まゆみ
近隣一帯の不良たちを束ねる女番長。身長180cm以上の大柄な体格と殺人拳「大導脈流」を用いる喧嘩上手。仲間の誕生パーティを主催し、相手が本当に欲しがっているプレゼントを用意する面倒見の良さを有している。
一度留年しているが、その最大の原因は陣代高校の制服を着るとかわいく見られてしまうから。ラフなイメージを出すため、リボンタイを外し、スカートの下に黒いスパッツをはいているが、それでもかなめ曰く、“かわいい”らしい。なお、かなめからは「万里ちゃん」呼ばわりされている。
彼女を校内で見かけることはほとんど無く、登校していない時はバイトをしているか、旅に出ている。
両親とは折り合いが悪いが、弟の芳樹には心を許している。しかしその芳樹は宗介におもちゃで買収されている。
椿と同様に大導脈流の使い手（実際に使用しているシーンはない）だが、作中の椿の台詞によれば大導脈流は一子相伝であり、何故彼女（もしくは椿）がこの流派を使いこなせるのかは不明（ただ、『真夜中のレイダース』で椿は父親から伝授されたと取れる表記がある）。
常盤恭子から、飼っているアメリカンショートヘアの写真を見せられ思わず顔がへにゃへにゃとしてしまう。
林水とは腐れ縁。日下部侠也に林水を紹介したのはその幼馴染である『マリ』という女であるため、同一人物の可能性がある。
アニメ版では「阿久津万理」と表記されている。
難波 志郎（なんば しろう）
声 - 千葉一伸
3年生で、社会研究部部長。部室を明け渡す条件として、各部活の代表が一日で何人の女性を連れてこられるか、というナンパコンテストを開催した。
郷田 優（ごうだ ゆう）
声 - 郷里大輔
短編『やりすぎのウォークライ』に登場。ラグビー部主将。虫も殺せないほどに温和な性格だったが、部の存続を賭けた硝子山高校ラグビー部との試合に向けて行われた宗介による海兵隊式新兵訓練（マオ監修）の結果、他のラグビー部員も含め戦闘マシーンとして洗脳され、部員と共に硝子山高校ラグビー部を反則スレスレのラフプレーで肉体的、精神的に大ダメージを負わせた。その試合は「二子玉川の悪夢」と語り継がれ、硝子山高校ラグビー部は敗戦のショックから立ち直れず、以後長期に渡って成績不振が続くことになる。また、しばらくの間、陣代高校ラグビー部は高校ラグビー界において恐怖の代名詞となった。
ゲーム『スーパーロボット大戦W』でも登場しており原作と違い洗脳はされず、あしゅら男爵撃退のためにラグビー部員共々量産型ボン太くんを着込み宗介と共に戦った。『第3次スーパーロボット大戦Z 時獄篇』では原作どおり洗脳された。
石原（いしはら）
声 - 稲田徹
ラグビー部部員。肥満体のアイドルファン。主将同様、宗介による海兵隊式新兵訓練の結果、戦闘マシーンとして洗脳される。訓練中、宗介に広〇涼子を侮辱され、ファンである彼はそれを撤回させようと発奮していた。
小室（こむろ）
映画研究会部員。自主制作映画「恋する七人」の監督。
須藤（すどう）
映画研究会部員。自主制作映画「恋する七人」の助監督兼カメラマン。
マロン、ワッフル、ショコラ
声 - 黒田崇矢（マロン）、稲田徹（ワッフル）、江川央生（ショコラ）
空手同好会部員。柔道場を勝手に占拠し、生徒会からの立ち退き要求を突っぱねて宗介に戦いを挑むものの、返り討ちにされる。
なお、この3名の名称はかなめによる勝手な命名であり、本名は不明である。ドラゴンマガジン連載版ではライム、チェリー、ブラッドベリーと呼ばれていた。

### 教職員
坪井 たか子（つぼい たかこ）
声 - 有馬瑞香
校長。独身。教鞭を取っていた頃は数学を担当していた。
『女神の来日（受難編）』では、マデューカスが「彼女とは思想や政治的信条に相容れない」と評している。
「つづくオン・マイ・オウン」にて陣代高校が襲撃された際の影響により（彼女には直接の責任は無いが）、他校へ異動してしまったことが「ずっとスタンド・バイ・ミー」で語られている。
神楽坂 恵里（かぐらざか えり）
声 - 夏樹リオ
英語教師。2年4組の担任。生徒会の顧問も務める。
宗介たちが起こす騒動に巻き込まれ、そのたびにショックで気を失う。
高校時代に後輩の西野こずえのせいでしばらく男性恐怖症になり、作中で水星が食事に誘うまでしばらく男に縁がなかったらしいことを発言しており、少なくとも水星と交際するまでは処女だったらしく、自棄になった時にそのことを宗介達の前で自虐のネタにしていた。
『雄弁なポートレイト』以降、美術教師である水星庵と交際している。ただし、一人身である坪井校長からは嫉妬の念を抱かれている様子。
ゲーム『スーパーロボット大戦シリーズ』では彼女の受け持つクラスには『マジンカイザー』の兜甲児等、スーパーロボットのパイロット達が在籍している。
陣代高校のOGでブラスバンド部に所属していた。
宗介の同級生らが卒業する頃には既に水星と結婚しており、宗介に向けたビデオメッセージで懐妊中であることを明かし、出産までに戻って欲しいと語りかけている。
水星 庵（みずほし いおり）
声 - 宮本充
美術教師。その言動はエキセントリックかつ暴走特急（原作では「（中略）」が多用されている）。変人教師として都立陣代高校の教師・生徒双方に広く認知されている。
しかしてその実体はピュアなハートを持つ芸術家であり、非常に遠回りな言動は口下手である事の表れ。また、温かな人間性が描き出された絵画は英語教師の神楽坂恵理が惚気るほどである。
その神楽坂恵理とは交際中で、最終的に結婚を果たした。また、宗介とは変人同士気が合うようである。もっとも、宗介自身は水星の言葉の意味をほとんど理解していない。
小暮 一郎（こぐれ いちろう）
声 - 池水通洋
保健体育教師で、生活指導を担当。よく怒鳴り散らしている。宗介や林水に対して良い印象を持っておらず、『すれ違いのホスティリティ』で生徒会運営のパン屋に妨害工作を仕掛けようとしたことが校長に発覚したため、休職する事になった。
宗介は勘違いによって素晴らしい教師という認識を抱いている。
藤咲（ふじさき）先生
声 - 中博史
国語教師（古文を担当）。バイオハザード事件の際、汚染地域を学校中に拡大させた張本人。
宿題は授業の最初に回収する分以外は受け付けず、また、遅刻者は欠席として扱うという方針から、校内では厳しい教師として知られている。
臼井 （うすい）
倫理教師。気弱そうで印象が薄い。
『おとなのスニーキング・ミッション』でイメージサロン「C&J」（風俗店ではなく、悪役を演じるホステス・ホスト相手に自分の正義感を思いきりぶつけ、ストレスを解消するサロン）に通っている事が判明した。
狭山（さやま）
社会科教師。
西野 こずえ（にしの こずえ）
声 - 今野宏美
保険医。陣代高校のOG。神楽坂恵里の一年後輩で同じくブラスバンド部に所属。幼い顔立ちと巨乳の相乗効果で昔からモテていた。
恵里にとってこずえは、自らのコンプレックスを刺激し、悪意なしに酷いことを言い、トラブルを引き起こす困った後輩。だが自分が精神的に追い詰められた時には、よくこずえのいる保健室に籠もり愚痴をこぼしている。
大貫 善治 （おおぬき ぜんじ）
声 - 青野武
勤続25年の用務員。普段は温厚で物静かだが、キレるとチェーンソーを振り回して大暴れする。その際の戦闘能力は凄まじく、銃弾をものともしないほどである（アニメ版では手榴弾を噛み砕いてみせた）。宗介をして「別の人生を歩んでいれば、史上最強の傭兵として名を残しただろう」と言わしめた。
短編の『善意のトレスパス』において、可愛がっていた鯉の「カトリーヌ」を殺した（夕食に供した）宗介と一成を絶体絶命の窮地に追い込んだ他、『真夜中のレイダース』において、同じく可愛がっていた桜の木の「グレース」を倒された時にもチェーンソーを振るっている。ただしこの際は、グレネードランチャー、50口径ライフル、散弾地雷及び、大導脈流の超・究極奥義「心浮漸」によって無力化された。
ゲーム『第3次スーパーロボット大戦Z 時獄篇』では『真ゲッターロボ 世界最後の日』の流竜馬が大貫の同僚になっているが、その際にも原因は不明だが怒らせたらしく、大貫の恐ろしさを知っていた。
『オン・マイ・オウン？ ふもっふ』ではクラマや『コダール』数機、『ベリアル』まで撃破するという凄まじい強さを見せている。
なお、「カトリーヌ」及び「グレース」の名前については、それぞれ『カトリーヌ・ドヌーヴ』と『グレース・ケリー』から取られている。

## 陣代高校生徒の家族・縁者
千鳥 あやめ（ちどり あやめ）
千鳥かなめの妹。父親とニューヨークで暮らしているため、本編には直接登場していない。ただし、国際電話を使ってかなめとは連絡を取り合っている。
12月24日生まれのかなめはクリスマスプレゼントと誕生日プレゼントをセットにされてしまうのに対して、あやめは5月生まれであることからそれぞれを別に貰えていた。そのため、小さい頃にはそれが原因で喧嘩をしたこともある。
小村 修二郎（こむら しゅうじろう）
旧日本海軍第302哨戒中隊所属。当時の階級は中尉。隊では数少ない生き残り。
かなめの母方の祖父。娘（かなめの母）が駆け落ち同然で家を出たため、かなめと小村家はほとんど絶縁状態にあるが、彼だけはかなめのことはいつも気にかけている。
『迷子のオールド・ドッグ』で登場し、かなめに彼女の母（＝自分の娘）の日記を届けるために東京を訪れていたがその日記を鞄ごと引ったくりに奪われたため、居合わせた宗介と共にその捜索を行い、彼を“武士（もののふ）”と称えた。
阿久津 芳樹（あくつ よしき）
声 - 浜田真瑞
芝崎小学校の五年生。阿久津万里の弟。江原や雨宮高美とは幼馴染。
『妥協無用のホステージ』では宗介に買収され、わざと人質となった。
『暗闇のペイシェント』では廃病院で暮らすゲンさんのために怪談話をでっち上げ、友人達と共に、興味半分にやってくるカップルなどを手製の仕掛けや変装などで追い返していた。
『放課後のピース・キーパー』では芝崎小学校勢力の指揮官として「聖地」の領有権を泉川小学校勢力と争っていた。
美樹原 寛二（みきはら かんじ）
声 - 小山武宏
弱小暴力団美樹原組の七代目組長。作中では病に伏せっているが、江戸時代から続く伝統、義理人情に篤い質実な人柄から、子分のみならず周囲の親分衆からもひとかどの敬意を表されている。若い頃は「仏滅の寛二」と恐れられた極道であった。
若頭の柴田に、ボン太くん（宗介）を用心棒とすることを提案された際はふざけているものと思い込み、長ドスで斬りかかるに至ったが、寸前にボン太くんの飛び蹴りで無力化される。それによってボン太くんの強さを認めるものの、「七代続いた組も、おしまいよ……」と陰で涙した。
続編である『Family』では、隠居後に孫が生まれてから嘘みたいに元気になったという。
速見 伸彦（はやみ のぶひこ）
東京都議会議員。元作家であり、「速見伸彦」の名はその時からの筆名。本名は「林水伸彦」。都立陣代高校生徒会長林水敦信の父でもある。
正義感が強く、それゆえ相反する思想の政治結社から命を狙われるなど、敵が多い。

## 都立陣代高校以外の生徒・教職員
江原（えはら）
泉川小学校の五年生。阿久津芳樹や雨宮高美とは幼馴染。
「放課後のピース・キーパー」では泉川小学校勢力の指揮官として「聖地」の領有権を芝崎小学校勢力と争っていた。
雨宮 高美（あめみや たかみ）
声 - 下川みくに
芝崎小学校の五年生。阿久津芳樹とは幼馴染で同級生。江原とは幼馴染。
幼稚園時代に両者からプロポーズされた。
塩原（しおばら）
駒岡学園高校の2年生で生徒会長を務める。林水とは同じ中学校。
宗介やかなめをあからさまに見下したような態度を取ったため、宗介に偽者の生徒会長と判断されて顔面にゴム弾を叩き込まれた。
高山 清司（たかやま きよし）
硝子山高校2年生。不良グループの一人。西山中学に通う14歳の妹がいる（宗介の脅迫の対象となった）。
不破先輩（ふわせんぱい）
声 - うえだゆうじ / 子安武人
千鳥かなめの中学校時代の先輩で、彼女の初恋の人。かなめとのデートの際に自分の想いをかなめに打ち明けるが、振られてしまう。だがかなめに「他に好きな男がいる」ということは薄々感づいていたようである。
新浦 知子（にいうら ともこ）
林水敦信の中学時代の友人。家出少女で盗みの天才。
都立陣代高校への進学を希望していたが、交通事故で死亡した。
この出来事は、林水敦信が親の反対を押し切り都立陣代高校へ入学した原因にもなっている。
日下部 侠也（くさかべ きょうや）
新浦知子の友人だった不良少年。林水を憎んでいたが、後に和解。林水が名前を呼び捨てにする友人。
赤城 真奈美（あかぎ まなみ）、黄楊 まどか（つげ まどか）、碧川 祥子 （みどりかわ しょうこ）
声 - 嶋崎はるか（赤城）、水橋かおり（黄楊）、村井かずさ（碧川）
稲葉瑞樹の中学時代の友達。瑞樹は引っ越しで学区が替ったため、彼女らと同じ高校へ進学できなかった。
名前を覚えるのが苦手なかなめからは「信号機トリオ」と心の中で呼ばれていた。
硝子山高校ラグビー部長
声 - 渡部猛
硝子山高校のラグビー部長。ゴリラ顔。
陣代高校ラグビー部との試合の際には、宗介にパントキック（顔面キック）を喰らわされ負傷退場した。
小金井（こがねい）先生
元都立陣代高校教諭。現在は熊本県立麻留中学台空島分校の教諭。
かつては学会でも名の知れた生物学者だったが、現在は少々ボケ気味であり、ただのサザエを新種の貝「ダイクウマリュウキングガイ」だと称して都立陣代高校に送ってきた。

## 各国正規軍・情報機関関係者

### アメリカ軍（退役軍人含む）
ケヴィン・スカイレイ
退役海軍中将。ボーダ提督の旧友であり、テッサの大ファン。
戦闘機パイロットとしてベトナム戦争を潜り抜け、その後航空団司令、さらには空母の艦長を務め上げる。ベトナムではベイルアウトして敵地を彷徨った経験もある。
若い頃は甘いマスクで浮き名を流していたが、作中では"髪の薄くなった、二重顎のおっさん"である。ただし、本人はまだまだ色男であるという認識を持っている。
宗介はクルツが年を取ったらこうなるであろうと想像している。
トーマス・ロス
退役海軍少将。ボーダ提督の旧友であり、テッサの大ファン。
潜水艦艦長を務めた後に、紆余曲折を経て太平洋潜水艦隊の司令官となった。
露出癖があり、テッサの前で下半身に施した刺青を見せ付けるためにやたらとズボンを脱ぎたがる。作中では描かれていないが、本編の1年前に実際に脱いでおり、それを目の当たりにしたテッサにとっての一生のトラウマとなった。
マデューカスが発狂したらこうなるであろう、と宗介は想像した。
アマルガムとの戦いを続けるテッサに、ハワイの潜水艦隊司令部とのコネを利用して情報を送るなど、何かと便宜を図っている。
ロイ・シールズ
声 - 青山穣
退役海軍大佐。数年前まで海軍特殊部隊に所属していた。ボーダ提督の旧友であり、テッサの大ファン。
数多くの極秘作戦に従事しており、顔にはいくつもの傷跡が残っている。しかし強面の外見とは裏腹に、テッサに息荒くモーションをかけてくるため、"別の意味で危ない人"になっている。
カリーニンが色ボケしたらこうなるかもしれない、と宗介は想像した。
『つどうメイク・マイ・デイ』では宗介のためにM6A3 ダーク・ブッシュネルを"ちょろまかして"調達してきた。その後のアマルガムの拠点への襲撃作戦にも参加している。『ずっとスタンド・バイ・ミー』では、宗介のためにM6A3をちょろまかした事が米軍にばれたようで、留置所暮らしをしていることがロスの口から語られたが、最終巻のエピローグで無罪放免になったことが語られた。
ジョン・ジョージ・コートニー
声 - 池田勝
退役海兵中佐。ボーダ提督の旧友であり、テッサの大ファン。ASとF言葉の使い手で、何かと"ファッキン"（『老兵たちのフーガ』では"●ァッキン"）という言葉を頭に付け加える癖がある。
将官になることで現場から離れるのを嫌い、上官を殴りつけて昇進を取りやめさせた事もある。宗介の想像は悪酔いしたマオ。
退役してもなおテンションが高く、近所の海兵隊基地に乗り込み、ASの操縦を楽しんでいる。
『つどうメイク・マイ・デイ』ではフロリダにて宗介のリハビリ（という名の海兵隊式訓練）に協力し、その後行われた襲撃作戦にも協力している。なお、その際の発言からベトナム戦争において、ケサン基地攻防戦に参加していたことが判明した。
『ずっとスタンド・バイ・ミー』時点では、ロスいわく「軍警察の取り調べをとんずらして行方不明」になっていたが逮捕され、最終巻のエピローグで無罪放免になったことが語られた。
『フルメタル・パニック! アナザー』の時点では、AS関連機器メーカー『ツーソン・インスルメンツ』社長。M6A2E2 ブッシュマスター用パワーアシスト機構「ブルローダー」や、「M57 57mmハンドガン」を世に送っている。
カール・テスタロッサ
海軍中佐。ロサンゼルス級原子力潜水艦"ダラス"（SSN-700）の艦長。
レナード・テッサ兄妹の父親。
バレンツ海でマデューカスに助けられた礼として、ポーツマスの自宅に彼を招いたことがある。その際、既にウィスパードとしての能力を開花させつつあったレナード・テッサ兄妹の将来を案じており、マデューカスにその事を話している。なお、この際に本編でマデューカスが被っている帽子を渡している。
その後太平洋艦隊に異動となって一時的に沖縄に配属されるが、その2年後に自宅で強盗（実際はテッサとレナードの拉致を目的とした"どこかの諜報部"）に襲われ、妻のマリアと共に殺害される。
かなりの愛煙家であり、海軍賛歌の替え歌を作る程に葉巻を嗜んでいた。
キリィ・ベンジャミン・セイラー（キリィ・B・セイラー）
声 - 廣田行生
海軍中佐。改良型ロサンゼルス級原子力潜水艦"パサデナ"(SSN-752)の艦長。
身長6フィート（約183cm）、黒髪、短髪、筋肉質の白人男性。その容貌は「コメディに出ているときのアーノルド・シュワルツェネッガー」に似ている。
「原子力バカ」や「垂直発射式バカ」など、他人を罵倒する際は「（潜水艦関連用語）バカ」という表現をする。
『揺れるイントゥ・ザ・ブルー』においてトイ・ボックス（= TDD-1）にいいようにあしらわれたため、TDD-1に対する心象は悪い。
艦長になる以前には、先述したカール・テスタロッサ中佐（レナード・テッサの父親）が艦長を務めるロサンゼルス級原潜"ダラス"にて甲板士官を務めていた。なお、"ダラス"はバレンツ海で当時マデューカスが指揮していた"タービュラント"によって撃沈の危機を免れたため、彼はマデューカスを恩人と思っている。
イライザという名の妻がいるが、その仲は完全に冷え切っている。『踊るベリー・メリー・クリスマス』では豪華客船のクルーズに誘おうとしたのだが、そのときには既に実家に帰ってしまっていた。その後、ミスリルによるシージャックに巻き込まれ、テッサを拉致（事情を知らない勘違いによる保護）して大立ち回りを演じる。
マーシー・タケナカ
声 - 松本大
海軍大尉。改良型ロサンゼルス級原子力潜水艦"パサデナ"(SSN-752)の副長。
日系アメリカ人。直情径行なセイラーとは対照的に、冷静な性格をしている。そのためセイラーの抑え役（ツッコミ役）となっている。
『踊るベリー・メリー・クリスマス』ではハワイで休暇を楽しむはずがセイラーに無理矢理付き合わされた挙げ句、シージャックに巻き込まれてしまう。しかしシージャック犯がミスリルであり、その目的もあって、これと言った危害を加えられる事は無かった。なお、その際は潜入していたレイスとディナーを共にしている。
エド・オルモス
声 - 室園丈裕
海軍二等軍曹。特殊部隊所属。
『揺れるイントゥ・ザ・ブルー』にて、ペリオ諸島を占拠したテロリスト（＝アマルガム）の制圧作戦に参加したが、ガウルンのコダールiによって搭乗機であるM6A3を撃破されて死亡する。
ジェンキンス准将
声 - 石波義人
TV番第1作のみに登場するキャラクター。
海軍准将。ペンタゴンのトップ。
西太平洋戦隊がペリオ諸島を制圧した際、カリーニンとの会談のためイージス艦"バンカーヒル"に乗艦していた。
バンカーヒル艦長
声 - 宗矢樹頼
アメリカ海軍所属。階級は不明。氏名不明。タイコンデロガ級ミサイル巡洋艦"バンカーヒル"（CG-52）艦長。

### イギリス軍
ブラウン
海軍中佐。チャーチル級原子力潜水艦"コンカラー"（S48）艦長。フォークランド紛争当時のマデューカスの直属の上司。
なお、架空の人物であるマデューカスとは異なり、彼は現実にフォークランド紛争に従軍した、実在する軍人。フルネームはクリストファー・リーフォード・ブラウン、詳細は英語版参照。

### バリク共和国政府軍
マレス大佐
声 - 五王四郎
TV版『フルメタル・パニック! The Second Raid』に登場するキャラクターで、内戦中のバリク共和国政府軍の指揮官。
異教徒である難民を抹殺しようとしたが、ミスリルの介入によって阻止された。アマルガムの実行部隊から兵器の供与を受けていたが、代金を払わないと言ったためゲイツに殺された。

### フランス対外保安総局（DGSE）
ミシェル・レモン
声 - 津田健次郎
眼鏡をかけた男性で、 フランス対外保安総局（DGSE）に所属するエージェント。ソルボンヌ大学出身で、本人曰くIQは150。
『燃えるワン・マン・フォース』にて、ナムサクにあるAS闘技場がアマルガムと関係があるとみて潜入を試みていた。その際は身分をルポライターと偽っており、市場を偵察中にチンピラたちに絡まれ恐喝されたときナミに助けられて知り合って、彼女達"クロスボウ"のメンバー及び宗介と接触した。
『燃えるワン・マン・フォース』のラストで重傷を負った宗介を保護し、『つどうメイク・マイ・デイ』では上司のデルクールの死後、部下を伴って彼と行動を共にしている。なお、そのラストでテッサに一目惚れした。最終決戦では、各国の情報機関に核ミサイルの情報を提供し、第三次世界大戦の勃発を防ぐために貢献した。
最終決戦後はDGSEをクビになり、ボーダの下で働くことになった。
デルクール
DGSEのエージェントでレモンの上司。40過ぎの痩せ型の男性で、黒髪で口ひげを蓄えている。
その気になれば高級官僚にもなれるほどの経歴を持つレモンとは異なり、叩き上げのエージェントである。それ故にレモンを「大学院出のおぼっちゃん」として侮っている節がある。
マルキーズ諸島のヒバオア島で宗介から情報を引き出そうとしていたが、その直前にアマルガムの奇襲を受けて死亡する。

### 自衛隊
TV版第1作のオリジナルエピソード『習志野は燃えているか?』に登場するキャラクター。
風間 信太郎（かざま しんたろう）
声 - 沢木郁也
風間信二の父だが、原作には登場していない。陸上自衛隊習志野駐屯地において事務官を勤める。
AS関連の職域に勤務しながらAS乗りにならず事務官職に就いたことが理由で、信二との仲は良くなかったが、習志野駐屯地でのAS騎馬戦を機に親子の絆を取り戻した。なお、この時は信二と共に96式に搭乗していたが、AS搭乗資格の有無については不明。
赤城 龍之介（あかぎ りゅうのすけ）
声 - 稲田徹
陸上自衛隊練馬駐屯地のAS搭乗員で、部下と共に練馬レッドドラゴンというチームを組んでいる（宗介は彼らを練馬大根と一蹴した）。
習志野駐屯地で行われたイベントでは、ルール違反を駆使して毎年習志野側を完膚なきまで叩きのめしていたが、この話では、最後のAS騎馬戦で煮え湯を飲まされる事になる。
『スーパーロボット大戦W』では、日本が敵の襲撃を受けた際に数回緊急出動しているが、搭乗ASは96式ではなくM6であり、毎回何も出来ないままあっさり撃墜され、その度に『機動戦士ガンダム』のキャラクターの捨て台詞を残して脱出している。『第3次スーパーロボット大戦Z 時獄篇』でも宗介との模擬戦で同キャラの台詞を用いた前口上を述べ見学していたアムロ・レイが複雑な感情を見せている。

### ソ連軍（KGBを含む）
スミノフ
声 - 岸野一彦
ソ連国家保安委員会（KGB）所属。階級は大佐。『戦うボーイ・ミーツ・ガール』の冒頭、ハバロフスクにてウィスパードの少女（クダン・ミラ）を用いて実験を行っていた。
最終的にはTDD-1による巡航ミサイル攻撃で研究所を壊滅させられ、また、ガウルンによって党本部に無断で行っていた研究が発覚したため、ルビアンカに拘束された。
セルゲイ・ハバロフ
短編『極北からの声』に登場するキャラクター。
ソ連海軍所属。プロィエクト671RTM型（ヴィクターIII級）原子力潜水艦“K-224”艦長。階級は中佐。
40代半ばの大食漢で、気さくな性格をしている。カリーニンとは同郷のよしみでよく話す間柄だった。アフガニスタンに息子が出征しており、カリーニンからアフガニスタンの情勢を聞きたがっていた。
作中では北極海において秘密裏に情報収集任務に就いていたが、その際ムサシ航空のボーイング747が付近に墜落した事を察知し、救援に向かう決断をする（それによって宗介が救助された）。
しかし、帰港後に命令無視を問われて艦長職を解かれ、極東艦隊での勤務となったとされる（カリーニンはシベリアに移送されたと推測している）。その際はすべての責任を負い、クルーには一切咎がないと供述したという。
キリエンコ
ソ連軍参謀本部情報総局（GRU）所属。階級は中佐。
レイスが北朝鮮のスパイ候補として、訓練のためにモスクワに渡っていた当時、教官を務めていた。その後、『せまるニック・オブ・タイム』内において、モスクワへの潜入にあたっていたレイスが負傷して警察に連行された際、取調べ担当官として再会。情報交換と引き換えに、レイスの釈放やアフガンの核ミサイル基地攻略作戦に必要な情報の提供、瀕死の重傷を負っていたクルツの救助、およびZy-98シャドウ（狙撃仕様）の貸出しなどの便宜を図った。
最終決戦後、米国の機密情報である宗介達の生存情報をレイスを通じて渡した。
クリヴェンコ
短編『極北からの声』に登場するキャラクター。
ソ連の特殊部隊"スペツナズ"副官。階級は中尉。カリーニンの部下。
オスキン
短編『極北からの声』に登場するキャラクター。
ソ連海軍所属。ヴィクター型原子力潜水艦（671RTM型潜水艦"シチューカ"）“K-224”機関部クルー。階級は曹長。
スヴェルドロフスクの炭鉱夫の家の出身で、登山経験もある。また、頭が切れて観察力もある。
カリーニンと共に墜落現場に向かい、生存者の救援に当たっている。

## A21
武知 征爾（たけち せいじ）
傭兵として戦地を転々とした後に、無人島を買い取り、非行少年を更生させるための組織"A21"を立ち上げた人物。
無人島に非行少年達を放り込み、サバイバルや戦闘の技術を叩き込むことで彼らに自信を与え、犯罪に手を染める必要をなくすことには成功したが、非合法に所持していたとみられる危険物を、潜入取材をしていたマスコミが勝手にいじって爆発させてしまい、そのことで死者が出た事により社会から批判される。その後拘留され、失意の中で獄中自殺する。
セイナ曰く、カリーニンと雰囲気が似ている。
『スーパーロボット大戦W』ではトレーズ・クシュリナーダの信奉者、『第3次スーパーロボット大戦Z 時獄篇』においては黒の騎士団の一員とされている。
クガヤマ・タクマ
声 - 千葉進歩
A21構成員。本名タテカワ・タクマ。ラムダ・ドライバの矯正を受けたベヘモスのオペレーター。そのため薬を飲まないと冷静さを保てなくなる。また、実の姉を殺害しており、ラムダ・ドライバの実験もあいまって精神に変調をきたし、セイナを姉と思い込んでいる。拘束されていた際に行動を共にしていたテッサに好意を抱いていたが、その思いが届くことは無かった。
負傷した身でベヘモスを起動させ、マオのM9を撃破するものの、宗介のアーバレストによって撃破され、死亡する。
セイナ
声 - 浅野まゆみ
A21構成員。実質的なリーダー役を務めていた。日本政府に拘束されたタクマを奪還するためにサベージに搭乗して防衛庁の施設を強襲し、その際にカリーニンを拘束した。
ベヘモスを起動させるために必要な人材であるタクマを制御しやすいように、自分を姉だと思い込ませている。実際は天涯孤独の身であり、彼女はタクマを利用している事に若干の罪悪感を抱いていた。
拠点にしていた“ジョージ・クリントン号”が沈む際に、カリーニンと共に脱出するが、その直前に負った怪我が原因で死亡する。
『スーパーロボット大戦W』では『新機動戦記ガンダムW』の張五飛に助けられ、以後は彼と共に行動するが、後にオーブ連合首長国にて民間人の誘導をしていた際に連合軍の攻撃を受け、五飛に言葉を遺しタクマのことを思い浮かべながら死亡した。
オオイ、ウエダ、ヤシロ、ハタノ
A21構成員。このうち3名がタクマを奪還するために宗介のマンションを襲撃して返り討ちにあって死亡し、1名は伏見台高校において発生した銃撃戦で宗介に射殺されている（誰が伏見台高校で死亡したのかまでは詳しく書かれていない）。

## アフガニスタン（ヘルマジスタン）関係者
マジード
異名「バダフシャンの虎」。アフガニスタン（アニメ版ではヘルマジスタンという架空の国）ゲリラの指揮官。山岳地帯での戦いにかけては並ぶものの無い戦術家であると同時に詩人でもあり、建築学者でもある。
ソ連の暗殺者として送り込まれた宗介を捕らえたが、慈悲深い彼は「カシム」という名を与えて自分の子として迎えた。
ザイード
声 - 子安武人
TV版第1作のオリジナルエピソード『故郷に舞う風』に登場するキャラクター。
宗介が"カシム"と呼ばれていた頃に出会った三つ年上の青年。
宗介に様々な戦いのイロハを教えたが、ゲリラのキャンプにいるところをガウルン率いる部隊によって強襲され、生死不明となる。戦闘の状況から、生存は絶望的と考えられていた。
しかしZy-98 シャドウに搭乗し、ガウルンの部下として登場する。宗介との戦いでは序盤はガトリングキャノンを使い有利だったが、単分子カッターによってコクピットを貫かれる。その後最後の力を振り絞りガウルンを倒した直後の宗介の後ろをとり、ガトリングキャノンの予備弾倉を使うが皮肉にもその瞬間に力尽き、息絶えた。
ハミドラー
ゲリラの1人。紛争以前にはカブールで電気屋を営んでおり、内戦で店を失った事からゲリラに加わった。
鹵獲したASを改造して、まだ子供だったカシム（＝宗介）にも操縦できるようにしたのは彼。
ヤコブ
アフガニスタン（アニメ版ではヘルマジスタンという架空の国）ゲリラの老戦士。
上官のマジードよりカシム（宗介）を預かり、戦いの術や慈悲の心を授けた。

## AS闘技場（アレーヌ）関係者
長編「燃えるワン・マン・フォース」に登場するキャラクター。
ナミ
声 - 茅原実里
東南アジアの都市"ナムサク"にあるAS闘技場（アレーヌ）で、弱小チーム"クロスボウ"のオーナー兼整備士を務める少女。彼女が所有するRk-91は故郷の村に打ち捨てられていたものであり、そのRk-91で闘技場で金を稼ぎ、荒廃した村を復興させる事、とりわけ、学校の再建を夢見ていた。
父親は日本の商社マン。母親は内戦の影響で死亡している。また、カトリック信者である。
オペレーターとしてチームの一員になった宗介に好意を寄せるようになったが、クラマによって人質にされ撃ち殺されてしまう。その亡骸はレモンによって故郷の村に葬られた。
ASに関して異常とも言える知識を有しており、見ただけでASの内部構造を理解したり、専門の技術者でも修正に数日はかかる制御ソフトを半日で修正しており、宗介は彼女がウィスパードではないかと疑っていた（実際に死後、かなめの「夢」に出てきた）。
ゲーム作品「スーパーロボット大戦シリーズ」や、「戦うフー・デアーズ・ウィンズ」ではウィスパードであると設定されている。
ナムサク警察署長
声 - 玄田哲章
アレーヌの運営を是正するため、宗介に八百長を持ちかける。
アマルガムの関係者でもあるが、その立場は低い。
宗介とダオが交戦している際、吹き飛ばされたダオのM6の右腕の下敷きとなって死亡する。
ダオ
声 - 櫻井トオル
強豪チーム"オーガ"でAS操縦士を務める男。搭乗機はM6。
勝利のために卑劣な手を使うことも厭わず、対戦相手を試合とは無関係の所で罠にはめ、殺害する事も多々ある。「燃えるワン・マン・フォース」のラストで宗介の乗るサベージに撃墜され死亡。
ライリー
声 - 斉藤次郎
"クロスボウ"で整備士を務める。整備士の3人の中では最もベテランでリ－ダー格。
アッシュ
声 - 遠藤大智
"クロスボウ"で整備士を務める青年。東ドイツ出身で、東西ドイツ統一の直前、僅か3日ほどワルシャワ条約機構軍のRk-89を整備した経験があるという触れ込みだけでナムサクに流れつき、"クロスボウ"で働いている。
宗介やレモンとも試合を重ねるうちに仲を深めていったが、彼らの目的を知ってからは決別している。
ゲーオ
声 - 代永翼
"クロスボウ"で整備士を務める青年。
リック
アメリカ海兵隊出身で、傭兵時代の宗介の戦友。"クロスボウ"で宗介が来る前にASの操縦を行っていた。アレーヌでは「密林の荒鷲」という二つ名を名乗っていた。
しばしば宗介からは背中に気をつけるよう注意されていたが、その指摘通り、ダオに背中をナイフで刺されて殺されてしまう。
そのため、セリフや具体的な人物描写は皆無であるが、ナミによると、かなり自信過剰な性格で、女好きな人間であった。

## マスコット
ボン太くん（ボンたくん）
声 - 金田朋子

## その他（TV版・原作版に登場）
クダン・ミラ（久壇 未良）
声 - 菊池志穂
『戦うボーイ・ミーツ・ガール』の冒頭（TVアニメ版第1作第1話）で宗介に保護されたウィスパードの少女。拉致される前はテニス部に所属していた。
国籍は明かされていないが「日本語を理解できる」「『日本に帰す』と言われている」など、日本人である可能性が高い。
当初はKGBの施設で人体実験対象となっており、薬漬けで廃人化が危惧されるほどの酷い状態だったが、ミスリルに保護されたのちにリハビリを行った結果、『つどうメイク・マイ・デイ』の時点では通常のコミュニケーションが取れるレベルにまで回復。ウィスパードとしての能力も開花させている。ベリアルに敗れ機能を停止したアルを再起動させるなど、ARX-8 レーバテインの完成に多大な貢献をしたらしいが、本人は「手伝っただけ」と控え目であった。その後、かなめが残したデータから「妖精の羽」を完成させている。
以前宗介に助けられたことを覚えており、レーバテインの開発には宗介への恩返しの意味もあった。
非常に優秀なウィスパードであるが、レナードのように一般人を見下したりせず、テッサと同じく対等に接している。
自分を救出した宗介には特別な想いを抱いている節があり、インターネット上で見つけた陣代高校のクラスメート達の映像を、自筆の手紙と共にメモリーカードに入れて手渡した。アマルガムとの決戦後は平穏な日々を過ごしているが、テッサやアルとの親交は続いており、アマルガムの施設から接収したアラストルのパーツを組み上げ、ASのボディを失ったアルの新たな体としてプレゼントしている。
若菜 陽子 （わかな ようこ）
声 - 平松晶子
泉川署交通課の狂った婦人警官。自称・凶悪犯罪課特命武装刑事。
刑事志望だが、普段からキレかかった性格と、公務員として問題のある行動が災いして、なかなか転属できない。そのため暇を見つけては独自で未解決事件を調査し、解決させてポイントを稼ごうと躍起になっている。刑事を志望するきっかけになったのはアメリカのドラマ『マイアミ・バイス』。同作に登場したフェラーリ・テスタロッサを購入するために金を貯めていた時期があったが、さすがに断念している。
逃走する交通違反者に対しては、あらゆる運転テクニックを駆使し、地獄の果てまでミニパトで追走する。射撃、近接格闘にも長けており、ボン太君を装備した宗介との戦闘では、宗介を追い詰めるほどの戦闘能力をみせた。
システム管理者を丸め込み、署内のPCを使って勤務時間内にオンラインゲーム「ドラゴン・オンライン」をやりこむなど、社会人としての資質も疑わしい。
なお、『自慢にならない三冠王?』のあとがきによれば、彼女には現実のモデルが存在する。
ぽに男 （ぽにお）
声 - 成田剣
ポニーの覆面をして、女生徒を襲う神出鬼没の痴漢。覆面をとった顔も馬顔であった。アニメ版のクレジットではポニーと書かれていた。ポニーの覆面をしている時には、台詞のほとんどが「ぽにぽに」といった謎の言葉を話していたが、ボン太くん（宗介）とは「ぽにぽに」「ふもっふ」のみで会話を成立させていた。
かなめ曰く「極めて特殊な変態」であり、長髪の女性の髪をブラシをかけ、針金でポニーテールにした上、瞬間接着剤で固めてしまいポニーテールを強要する。彼曰く、ショートのうなじの色っぽさ、ロングの女の子らしさという、一見矛盾する二つの要素を兼ね備えた完璧なヘアスタイルが「ポニーテール」なのである。
ベアール
声 - 不明
ベルギーで「ブリリアント・セーフテック社」を営む武器商人。量産型ボン太くんの共同開発者。宗介曰く「カネにはうるさく、間抜けなところも多いが、道義は守る男」。
宗介は彼を通して武器弾薬類を購入しているが、原作版ではプルトニウムの購入を持ちかけられたこともある。
また、拳銃の部品と間違えて化学繊維を分解する生物兵器（フルモンティ・バクテリア）を発送してしまい、それが原因で陣代高校がバイオハザードに見舞われたことがある。
植草
声 - 川津泰彦
『フルメタル・パニック! The Second Raid』のアニメオリジナルエピソードである『水面下の状景』に登場するキャラクター。
生徒副会長選に敗れた腹いせから、かなめの盗撮写真をインターネット上にアップしていたが、風間から情報を知らされた宗介が植草を特定し、パソコンを壊してやめさせた。
カモイ
声 - 不明
長編『終わるデイ・バイ・デイ』に登場するキャラクター。
援助交際を持ちかけてかなめをラブホテルに連れ込んだ中年男。逆にかなめに利用される。
柴田 （しばた）
声 - 西脇保
美樹原組若頭。忠義心に篤く一本気な性格だが、酒癖が悪く喧嘩っ早い。5歳になる子供がいる。
バルベーラ
声 - ミケール・カマンドーナ
シチリアマフィア「バルベーラ・ファミリー」の親分。ミスリルを裏切ったブルーノを邸宅に匿っていた。
原作版ではクルツの持ち込んだフェラーリ・F40の爆発に巻き込まれて死亡した。
ダイクストラ議長
声 - 内田直哉
「こだわりのある革命家の集い」の暫定的永久指導者。キューバのカストロ議長は「ハトコの友達」。
ベリーズの大統領令嬢を拉致して身代金を要求し、救出に向かったベリーズの訓練キャンプ生を返り討ちにするが、訓練キャンプ時代の宗介らによって制圧される。
大統領令嬢
声 - 田村ゆかり
ベリーズ大統領の娘。名はマリア。「こだわりのある革命家の集い」に誘拐され身代金を要求された。
脅迫ビデオ（原作ではトランスフォーマーのビデオに上書きしていた）には彼女のバニーガール姿が映されていた。
短編『暗闇のペイシェント』に登場するキャラクター
ゲンさん
声 - 植村喜八郎
廃病院で母親（自殺した院長の妻）と暮らしている。
ゲンさんの母
声 - 鳳芳野
廃病院に現れる老婆の幽霊（ゲンさんによると10年前の火災で亡くなった人らしい）。
正体はゲンさんの母であり、廃病院で息子とともに暮らしている。出入りする子供達には内緒にしていた。
短編『鋼鉄のサマー・イリュージョン』に登場するキャラクター
日向 柾民 （ひゅうが まさたみ）
声 - 野田順子
とある海岸にある豪邸の主人。病弱な大金持ちの子供。
裏切られることが嫌いだが、これは（一方的な）思いを寄せていた従姉が駆け落ちして彼の前から姿を消したことに由来する。
かなめに一目ぼれして邸宅に連れ込んだが、彼女が拉致されたと思い込んだ宗介に踏み込まれる。その際はバタフライナイフを手に宗介に立ち向かい、一蹴されるものの、その度胸は認められた。何でも悲劇的に考えてしまいがちな性格である。
鷲尾 （わしお）
声 - 沢りつお
日向柾民邸の運転手兼ボディガード。元フランス外人部隊所属。格闘術（中国拳法）の名手。
日向邸に侵入した宗介を迎え撃ち、トリッキーな動作で彼を翻弄するものの、宗介が誤射した実弾のグレネードによる爆発で落下した建材が直撃して昏倒する（鷲尾は計算して実弾を撃ったと思っていた）。
鮫島 （さめじま）
声 - 清川元夢
日向柾民邸のコック兼ボディガード。元フランス外人部隊所属。ナイフの名手。長いリーチを生かしたムチのような斬撃で「切り裂きサミー」の異名を持つ。
日向邸に侵入した宗介を迎え撃つが、かつての戦歴を語っているうちにグレネードの訓練弾を顔面に受けて昏倒する。
豹堂 （ひょうどう）
声 - 宝亀克寿
日向柾民邸の庭師兼ボディガード。元フランス外人部隊所属。100m離れた獲物の目玉すら外すことは無いと言われたボウガンの名手。
日向邸にて宗介を最初に迎え撃ったが、まるで手も足も出ずに一撃で倒される。

## その他（原作版のみ登場）
短編『＜トゥアハー・デ・ダナン＞号の誕生』に登場するキャラクター
マリア・テスタロッサ
レナード・テッサ兄妹の母。自宅で強盗に襲われ、夫のカールと共に殺害される。表向きは貞淑な妻を装っていたが、夫カールが仕事でいない間に、寂しさからか別の男性と関係を持っていたと見られる描写がある。
異常なまでに賢く、さらに不倫のことを知るレナードに対して恐れを抱いていて、強盗に襲撃された際に何も知らぬ（と思っていた）テッサのみを助け、レナードを強盗に差し出したことから彼の心を闇に落とす一因になった。
短編『極北からの声』に登場するキャラクター
イリーナ・カリーニナ
カリーニンの妻で著名なバイオリン奏者。
ただし作中においてその存在が語られるのみであり、セリフは無い。
「ココアと味噌ペースト入りの特製ボルシチ」の考案者。これは表沙汰には出来ない任務に就いているのと自分の公演に乗じて任務のために西側諸国へ行く夫に対する非難としての嫌がらせと思われるが（テッサによる推測）、むしろ功を奏していた。
医療事故によってお腹の子供と共に亡くなってしまう。このことがカリーニンに祖国を捨て、ゲリラに身を投じさせる直接の原因となった。
宗介は彼女とは直接の面識はないが、カリーニンからの写真で顔は知っており、研究部のノーラ・レミングとイリーナの面影が似ていると見立てている。
宗介の母
本編の13年前に起きた北極海での航空事故に巻き込まれる。かろうじてカリーニン達が救出に来た時点では生存していたが、救出中に墜落機が水没し始めたため脱出できず、最期の瞬間、宗介に「たたかって」と言葉を残しそのまま海に落ちていった。その直前に宗介と別れる時に発した「いきなさい」の言葉は「行きなさい」とも「生きなさい」とも読める、深い台詞であるとその場に居合わせたカリーニンは感じていた。
短編『影武者のショウビズ』に登場するキャラクター
吉良 浩介 （きら こうすけ）
俳優。宗介にそっくりな人物。ただし性格は正反対で「明るいキャラクター・温厚な語り口・シャープな容貌」。
普通の生活に憧れ、偶然出くわした宗介と一時的に入れ替わる。そして陣代高校に通学するが、それまでに宗介が行ってきた所行のツケを一身に受けることになり、最終的には千鳥のことを「かなめ」と呼んでしまったため正体がバレる。
この間、浩介として芸能活動を行っていた宗介は、彼とは正反対な数々の言動を行っている。
井村 琴美 （いむら ことみ）
吉良浩介のマネージャー。
短編『音程は哀しく、射程は遠く』に登場するキャラクター
椎原 那津子 （しいはら なつこ）
クルツ・ウェーバーが中学時代に通っていた葛西第四中学校で音楽教師をしていた。
ジャズピアニストを志していたがその夢に破れ、ホステスに身をやつしている。
クルツにとって那津子は、クリーンな（銃に触れる前の）時代の象徴といえる女性だった。
数年ぶりに那津子と再会したクルツは、しばらくの間、生き方を模索することになる。
幸田 史朗 （こうだ しろう）
椎原那津子の元夫。ヤクザ2名と刑事2名を銃撃した揚句、元妻と一般市民を人質に籠城したが、クルツの狙撃によって重傷を負う。
短編『対立のフェスティバル』に登場するキャラクター
コステロ
ラテン系の傭兵で、宗介の招待を受けて、もう1人の仲間（名称不明）と陣代高校の文化祭を訪れている。
ノリス曰く、かつてコロンビアで彼が戦った敵に似ているとのことだったが、結局は別人だった。
ジャイード、ファヒム、グルロース
パキスタン人の傭兵で、宗介の招待を受けて陣代高校の文化祭を訪れている。
彼らはいずれも宗介のことをカシムと呼んでおり、またバダフシャンの虎こと、マジードのことも知っている。
ノリス
アメリカ人の傭兵で、宗介の招待を受けて陣代高校の文化祭を訪れている。
宗介に助けられたことがあるらしく、彼を「命の恩人」と語っている。
短編『ミイラとりのドランカー』に登場するキャラクター
ナタリヤ・チェダーコワ
林水敦信の住む外人向けアパートの住人。ロシア人。シベリアの内戦から逃げるため来日してストリッパーをやっている。酒豪。
ビズ・オニール
林水敦信の住む外国人向けアパートの住人。国籍不明の黒人牧師。未成年に禁酒を強いることはサタンの手先となった為政者の仕業と断言する。酒豪。『蓬萊学園』シリーズにも同名のキャラクターが登場する。
短編『罰当たりなリーサル・ウェポン』に登場したキャラクター
檜川 義勝 （ひかわ よしかつ）
荒羽場神社神主。若い頃は不良であったが、結婚と息子が生まれたのを機に改心して神職を継ぐ。
その頃の写真を収めたアルバムは神社の本殿に御神宝として厳重に保管されており、本殿の警戒システムに金を掛けすぎたため、本来の御神宝（室町時代から伝わる鼓）を売却する羽目になっている。
檜川 勝彦 （ひかわ かつひこ）
檜川義勝の息子。父親との折り合いは悪く、國學院大學の神道学科を中退し、たまに金目の物を盗むこともある。
宗介を言いくるめて御神宝を盗み出そうとするがそれは失敗に終わる。ただし、父親の実の姿を目の当たりにして和解した。
短編『身勝手なブルース』に登場したキャラクター
陸奥 睦美（むつ むつみ）
水蓮女子大学の3年生。宗介曰く、フランス当局が指名手配中の女テロリストに似ているとのこと。そのテロリストは警官2名を射殺し、NATO軍の施設を破壊した後に東アジアに潜伏中とされる。
海津 蚕子（かいづ かいこ）
水蓮女子大学の3年生。信二と良い雰囲気になりかけるが、結局は上手くいかずじまいとなった。
信二は彼女達の名前を「自衛隊みたい」と語っている。
空条 久美（くうじょう くみ）
水蓮女子大学の3年生。先に彼氏と別れており、その心の傷を埋めようとしたいがために孝太郎と良い仲になりかける。しかしその寸前に件の元彼がよりを戻しに来たため、即座に身を翻した。
フェルナンデス
ベリーズ陸軍所属。階級は大佐。「こだわりのある革命家の集い」による誘拐事件の救出作戦をミスリル訓練キャンプに依頼した人物。
後藤正二 （ごとう しょうじ）
短編『おとなのスニーキング・ミッション』に登場するキャラクター。
イメージサロン「C&J」のマネージャー。
シア
短編『約束のバーチャル』に登場するキャラクター。
「ドラゴン・オンライン」というオンラインゲームのプレイヤーキャラクター。職業は神官。ザマ（風間信二）のゲーム内ガールフレンド。
ザマと共にパーティを組んでいたが、大魔王ヨーコ（若菜陽子）に捕えられてしまったため、シアを救うために、風間信二は知り合いにゲーム参加を呼びかける。
言動などがテッサに似ているが、プレイヤーが誰かは最後まで不明。
シロ
左目のつぶれた白いベンガルトラ（白虎）。宗介がミャンマーで傭兵だったころに出会い、宗介にとっては人間以外の「戦友」とも言える存在である。
『大食いのコムラード』では、戦友の密輸業者からの情報で、東京の密輸業者の元に運び込まれ、薬殺され剥製にされる所を、府中市内の倉庫から宗介により救出される。その後、宗介の部屋や、陣代高校の屋上を住まいとしていたが、いろいろと問題があったためにメリダ島の演習場に送られ、現在はそこで暮らしている。なお、テッサには「猫（一頭）」と書類で知らせてあった。『つづくオン・マイ・オウン』では、敵から逃れるマオの前に現れている。
『ずっと、スタンド・バイ・ミー（下）』にも、シロとみられる白い虎が登場。メリダ島脱出後、ハワイの動物園に引き取られた。
府茂沢（ふもざわ）
短編『つぶらなテルモピュライ』に登場するキャラクター。
ボン太くん専門の同人イベント「ふもふもマーケット（略称ふもケット）」の主催者。強化型ボン太くんの開発者である宗介に感銘を持ち、特別ゲストとして招待した。「府茂沢」という名前はイベント時に名乗るペンネームのようなもので、本名は不詳。白地に銀のまだら模様、マントと帽子を身につけた気品あるボン太くんの着ぐるみを着用している。
イベント会場を襲撃したパンクバンド「アハシュエロス」の過激派ファン3万人を、ボン太くん300体（宗介の強化型ボン太くん含む）の先頭に立って迎撃した。
ロニー・ゼンメルヴァイス
『マジで危ない九死に一生!?』に収録された書き下ろし短編『テッサの墓参り』に登場するキャラクター。
南太平洋にある小国、サンホルヘ共和国のランタンフシ島に、両親と別れて一人で住む少年（父は死亡、母は存命だが同居に馴染めず、一人で島に戻ってきた）。文明がさほど発達していない島で、インターネットを利用して生活や勉強の日々を送る頭脳明晰な少年で、村長から頼まれて子供の理科の教師を務めたことがあるほど。反面、どことなく世の中を達観して見ているような節がある。
バニの墓参りにやってきたテッサとアルの二人と知り合い、村を案内してまわった。
成長後はアメリカ海軍に入隊。『フルメタル・パニック! アナザー』6巻に登場し、Navy SEALsの隊員として達哉を助けた。
ソフィア
ソ連のヤムスク11において、18年前に行われた実験で身も心もバラバラにされた被験者の少女。ストーリー終盤において、テッサ達がヤムスク11に調査に行った際に、千鳥かなめと遭遇した後、ソフィアの残留思念がオムニ・スフィアから千鳥かなめの意識を奪っているが、ソフィア自身はかなめの意識を乗っ取っているという自覚はなく、自分自身は本来のかなめだと思っている。
続編『フルメタル・パニック!Family』に登場するキャラクター
相良夏美 （さがら なみ）
相良宗介と千鳥かなめの娘。高校生。
相良安斗 （さがら やすと）
相良宗介と千鳥かなめの息子。小学生。